# George III của Anh
George III của Liên hiệp Anh (George William Frederick; 4 tháng 6 năm 1738 – 29 tháng 1 năm 1820) là Quốc vương Đại Anh và Ireland cho đến khi hai vương quốc hợp nhất vào ngày 1 tháng 1 năm 1801, sau đó ông là Quốc vương của Vương quốc Liên hiệp Anh và  Ireland cho đến khi qua đời vào năm 1820. Ngoài ra ông còn là Công tước và Tuyển hầu xứ Hannover trong Thánh chế La Mã cho tới khi Đại hội Viên cho khôi phục lại Hannover và nâng nó lên thành Vương quốc Hannover vào ngày 12 tháng 10 năm 1814. Ông là vị Quốc vương thứ 3 thuộc Nhà Hannover, nhưng không như hai người tiền nhiệm, ông được sinh ra ở Anh, nói tiếng Anh như tiếng mẹ đẻ, và không bao giờ đến thăm Hannover.
Cuộc đời và thời gian cai trị của ông dài hơn bất kì người tiền nhiệm nào, và đã được đánh dấu bởi một loạt các xung đột quân sự liên quan đến vương quốc Anh, nhiều vùng lãnh thổ khác tại châu Âu và lan đến cả châu Phi, châu Mỹ và châu Á. Đầu triều George III, nước Anh đánh bại nước Pháp trong Chiến tranh Bảy Năm và vươn lên địa vị đế quốc châu Âu nắm quyền thống trị Bắc Mỹ và Ấn Độ. Tuy nhiên nhiều thuộc địa của Anh tại Bắc Mỹ đã li khai sau Chiến tranh giành độc lập Hoa Kỳ. Sau đó quân Anh tham gia cuộc chiến chống lại Cách mạng Pháp và quân đội Napoléon từ năm 1793 cho đến thất bại của Napoléon tại trận Waterloo năm 1815.
Trong giai đoạn cuối của cuộc đời, tâm bệnh của George III tái phát, cuối cùng thì ông mắc chứng tâm thần vĩnh viễn. Mặc dù có suy đoán cho rằng ông mắc phải chứng Porphyria, tuy nhiên đến nay vẫn chưa chính thức xác định nguyên nhân căn bệnh của ông. Cuối cùng vào năm 1810, Đạo luật nhiếp chính đã được thông qua, và con trai trưởng của nhà vua, George, Thân vương xứ Wales, cai trị với danh hiệu Nhiếp chính vương tử. Sau cái chết của George III, Nhiếp chính vương nối ngôi cha và trở thành George IV.
Các phân tích về cuộc đời của George III qua các giai đoạn được miêu tả là "những sự thay đổi đa sắc" ("kaleidoscope of changing views") phụ thuộc nhiều vào những định kiến của người viết tiểu sử và những nguồn tài liệu mà họ có được. Đến khi người ta đánh giá lại thành quả của ông vào nửa cuối thế kỉ XIX, thì ông bị xem như là một quân vương bạo chúa ở Hoa Kỳ và ở Anh ông là "vật tế thần cho sự thất bại của chủ nghĩa đế quốc".
Cũng như vợ là Vương hậu Charlotte George III cũng được nhớ đến là ông nội của Nữ vương Victoria là quân chủ cuối cùng của Vương tộc Hannover.

## Cuộc sống ban đầu

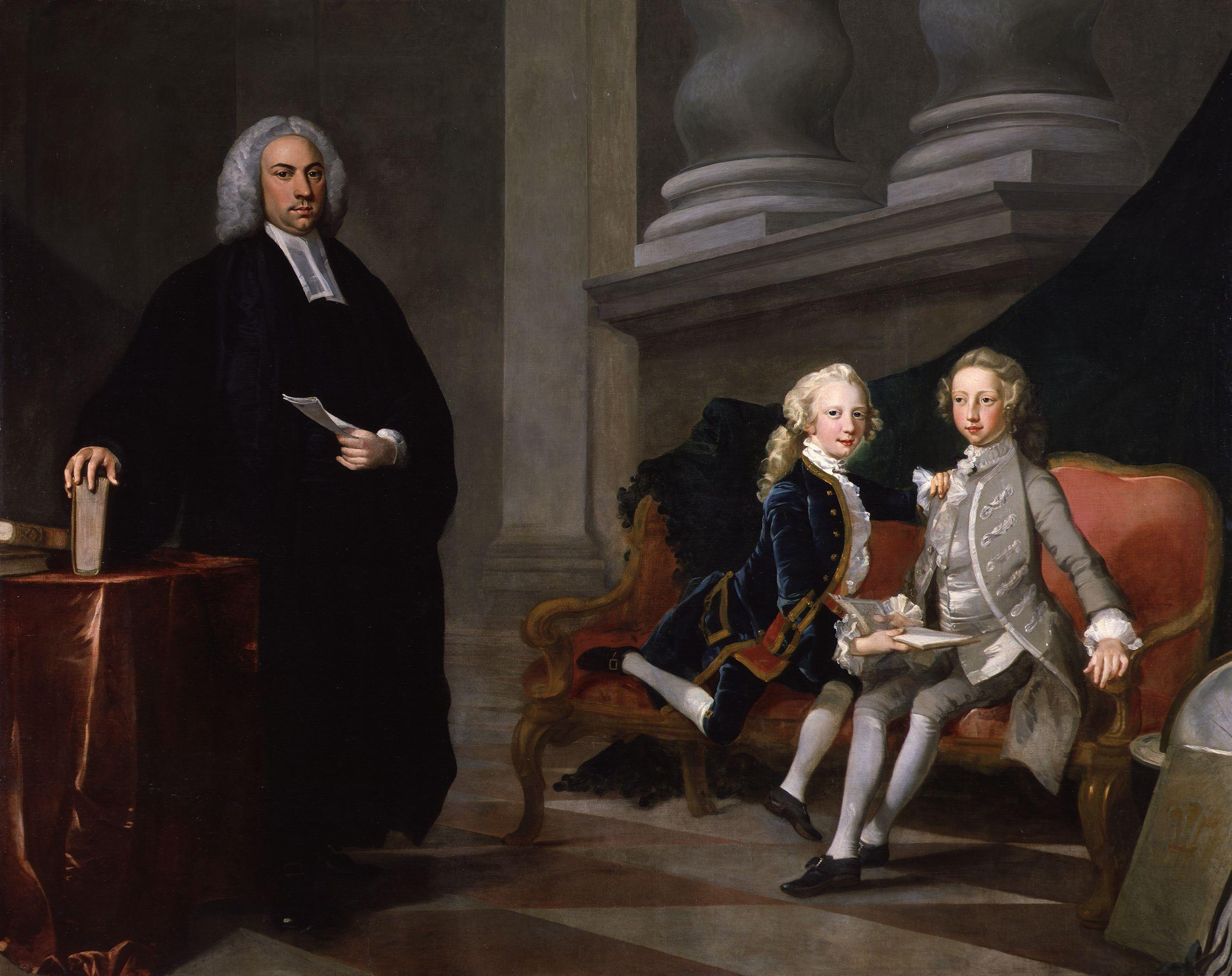
George (bên phải) và em trai, Vương tôn Edward, Công tước xứ York và Albany, cùng gia sư của họ, Francis Ayscough, về sau là Trưởng Tu viện Bristol, khoảng năm 1749.

George chào đời ở kinh thành Luân Đôn, cụ thể là Norfolk House. Ông là cháu đích tôn của Quốc vương George II, và là con trai trưởng của Frederick, Thân vương xứ Wales, với Augusta xứ Sachsen-Gotha-Altenburg. Vương tôn George trong hai tháng đầu đời rất yếu ớt đến nỗi người ta cho rằng ông khó có thể sống tiếp được, ông được rửa tội trong cùng ngày bởi Thomas Secker, Hiệu trưởng của trường St James's và là Giám mục của Oxford.

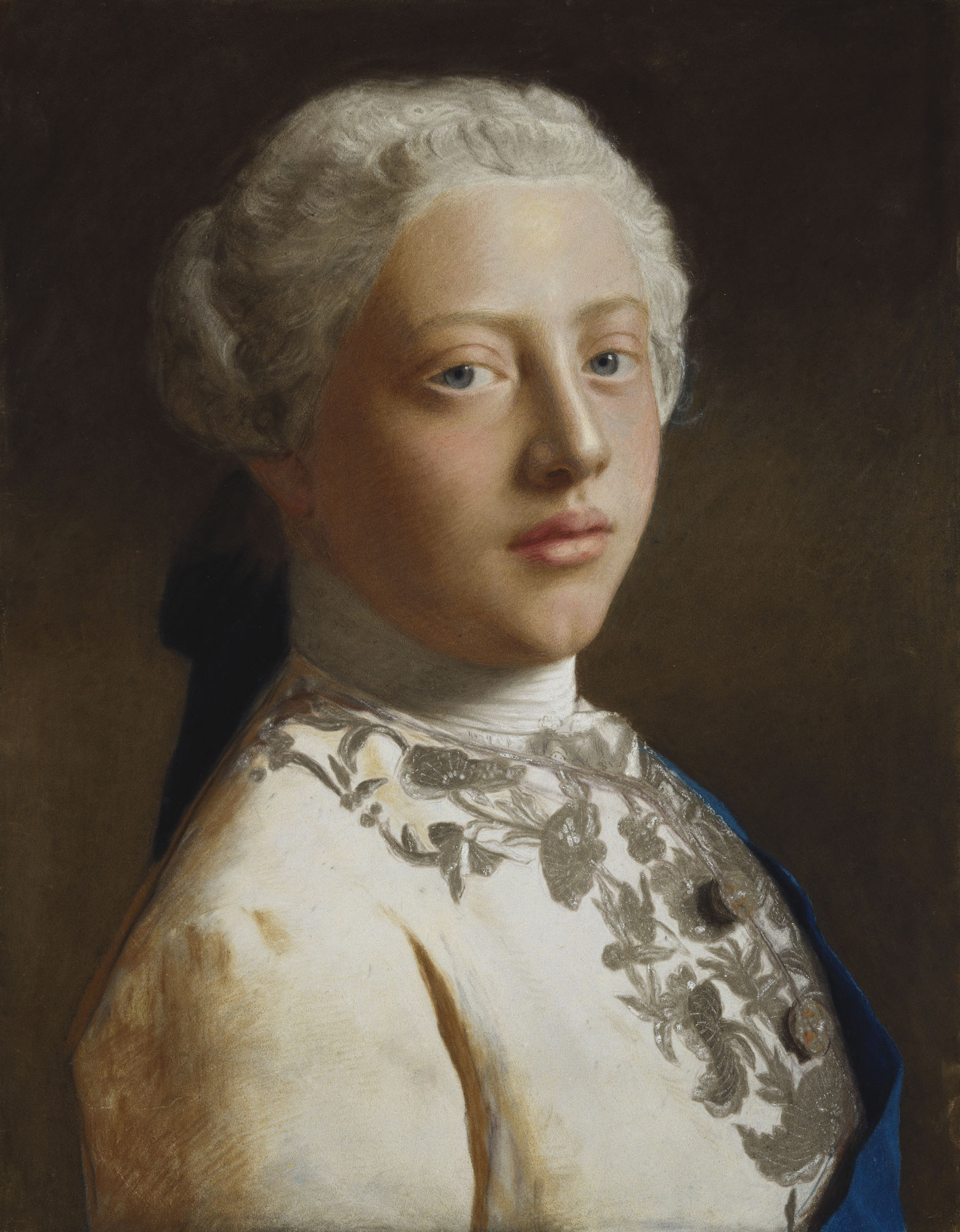
Tranh vẽ George khi còn là Thân vương xứ Wales bởi Jean-Étienne Liotard, 1754.

Một tháng sau, ông được rửa tội một lần nữa tại Norfolk House, cũng bởi Secker. Những người đỡ đầu của ông bao gồm Fredrik I của Thụy Điển (thông qua đại diện là Lord Baltimore), cậu của ông, Công tước xứ Sachsen-Gotha-Altenburg (thông qua đại diện là Lord Carnarvon) và bà cô Vương hậu Sophia của Phổ (thông qua đại diện là Lady Charlotte Edwin).
George khi trưởng thành tương đối khỏe mạnh nhưng lại là một đứa trẻ nhút nhát. Gia đình ông đã chuyển đến Quảng trường Leicester, nơi George và em trai ông Vương tôn Edward, Công tước xứ York và Albany, được dạy học bởi cùng một gia sư. Những thư từ trong gia đình cho thấy ông có thể đọc và viết tiếng Anh lẫn tiếng Đức, cũng như bình luận về các sự kiện chính trị đương thời, khi vừa mới lên 8. Ông là vị vua Anh đầu tiên được giáo dục khoa học một cách có hệ thống. Ngoài Vật lý và Hóa học, trong chương trình giảng dạy dành cho Vương tôn còn có Thiên văn học, Toán học, tiếng Pháp, tiếng Latin, Lịch sử, Âm nhạc, Địa lý, Thương mại, Nông nghiệp và Hiến pháp, cùng với đó là các môn thể thao và một số thứ nghiêng về xã hội như khiêu vũ, đánh kiếm, cưỡi ngựa... Tôn giáo mà ông được hướng đến là Anh giáo..
Ông nội của George, Quốc vương George II, mâu thuẫn với Thân vương xứ Wales và không mấy quan tâm đến người cháu đích tôn. Tuy nhiên vào năm 1751 khi Thân vương xứ Wales đột ngột qua đời vì áp xe phổi, George đã trở thành người đứng đầu danh sách thừa kế ngai vàng. Ông thừa kế danh hiệu của phụ thân và trở thành Công tước xứ Edinburgh. Từ bấy giờ nhà vua quan tâm nhiều hơn đến cháu nội mình; ba tuần sau ông phong George làm Thân vương xứ Wales.
Vào mùa xuân năm 1756, gần đến ngày sinh nhật thứ 18 của George, Quốc vương ban cho ông Cung điện Thánh James làm nơi ở, song George từ chối theo lời khuyên của mẫu thân và người bạn thân của ông, Lord Bute, người về sau trở thành Thủ tướng. Mẹ của George, bấy giờ là Góa phụ Vương phi xứ Wales, muốn giữ George ở nhà thường xuyên, nơi bà có thể giáo dục con trai với những chuẩn mực đạo đức nghiêm ngặt.

## Hôn nhân
Năm 1759, George say mê Lady Sarah Lennox, chị của Công tước xứ Richmond, nhưng Lord Bute lại phản đối chuyện này và George buộc phải thay đổi quyết tâm kết hôn với người mình yêu. "Tôi được sinh ra vì sự hạnh phúc hoặc là đau khổ của một quốc gia," ông viết "và vì vậy thường phải hành động trái với sở thích của tôi.". Tuy nhiên, ý định của Quốc vương về cuộc hôn nhân của George với Sophie Caroline Marie của Braunschweig-Wolfenbüttel bị phản đối bởi ông và Vương phi xứ Wales; Thay vào đó Sophie kết hôn với Friedrich III xứ Brandenburg-Bayreuth.
Năm sau, khi bước sang tuổi 22, George đăng quang khi ông nội của ông, George II đột ngột tạ thế vào ngày 25 tháng 10 năm 1760, hai tuần trước sinh nhật lần thứ 77. Cuộc tìm kiếm người phối ngẫu cho tân vương được tiến hành khẩn trương. Ngày 8 tháng 9 năm 1761 tại Nhà nguyện Vương thất, Cung điện Thánh James, Quốc vương kết hôn với Charlotte xứ Mecklenburg-Strelitz, người mà ông chỉ được gặp lần đầu vào ngay ngày cưới.. Vài tuần sau, cả hai được cử hành lễ gia miện tại Tu viện Westminster. George được ca ngợi vì không có bất kì tình nhân nào bên ngoài (trái ngược hẳn với ông nội và con trai), và cặp vợ chồng đã có một cuộc hôn nhân rất hạnh phúc. Họ có với nhau 15 người con: 9 con trai 6 con gái. Năm 1762, George mua lại Dinh Buckingham (ở nơi mà nay gọi là Cung điện Buckingham) sử dụng như một nơi riêng tư cho gia đình ông. Những nơi ở khác của ông bao gồm Kew và Lâu đài Windsor. Cung điện Thánh James được giữ lại để chính thức sử dụng. Ông không đi du lịch nhiều nơi, và giành phần lớn cuộc đời mình ở miền nam đảo Anh. Trong những năm 1790, nhà vua và gia đình đã có một kì nghỉ lễ tại Weymouth, Dorset, và nơi đây trở thành một trong những khu nghỉ mát đầu tiên tại Anh.

## Thời kì đầu cai trị
George, trong bài phát biểu đầu tiên trước Quốc hội, đã tuyên bố: "Chào đời và được giáo dục tại đất nước này, Quả nhân cảm thấy vinh dự với cái tên Anh quốc". Ông đưa những cụm từ này vào bài nói, được soạn thảo bởi Lord Hardwicke, nhằm để chứng tỏ mong muốn giữ khoảng cách với các tằng tổ phụ và tổ phụ, những vị vua được cho là quan tâm đến Hannover nhiều hơn là Anh quốc.
Mặc dù việc đăng cơ của nhà vua ban đầu được chào đón bởi tất cả tất cả các chính khách của các đảng, những năm đầu triều George III được đánh dấu bởi những bất ổn về chính trị, chủ yếu là do nguyên nhân từ sự bất đồng ý kiến giữa các phe trong quyết sách đối ngoại thời Chiến tranh Bảy Năm. George được coi là ủng hộ Đảng Tory, dẫn đến việc các thành viên Đảng Whigs chê trách ông là một vị vua chuyên quyền. Khi ông lên ngôi, đất đai của hoàng gia thu được khá ít lợi tức bằng sản xuất, hầu hết doanh thu có được là do các loại thuế đặc biệt. George giao lại bất động sản hoàng gia cho Quốc hội kiểm soát để đổi lấy một khoản phụ cấp mỗi năm trợ cấp cho vương thất và trang trải những chi phí cho chính phủ dân sự. Có lời xác nhận rằng nhà vua đã đem số tiền ấy trao cho những người ủng hộ như món quà biếu xén và hối lộ và vấn đề này đang bị các sử gia tuyên bố rằng: "còn lại trên không có gì nhưng sai lầm là bởi sự phản đối bất mãn". Các khoản nợ lên tới 3 triệu bảng Anh trong suốt triều George III đã được Nghị viện chi trả, và tiền chu cấp cho vương thất tăng lên theo từng năm. Ông tài trợ Viện Nghệ thuật Vương thất bằng các khoản tài trợ lớn rút ra từ tiền túi của ông, và có thể ông đã quyên góp hơn một nửa tiền thu nhập cá nhân để làm từ thiện. Trong bộ sưu tập của ông, có hai món hàng đáng chú ý là Lady at the Virginals của Johannes Vermeer và một bộ Canaletto, nhưng đáng chú ý nhất vẫn là một bộ sưu tập sách của ông. Thư viện của nhà vua được mở và các học giả được phép vào thăm. Đó là nền tảng của thư viện quốc gia kiểu mới.

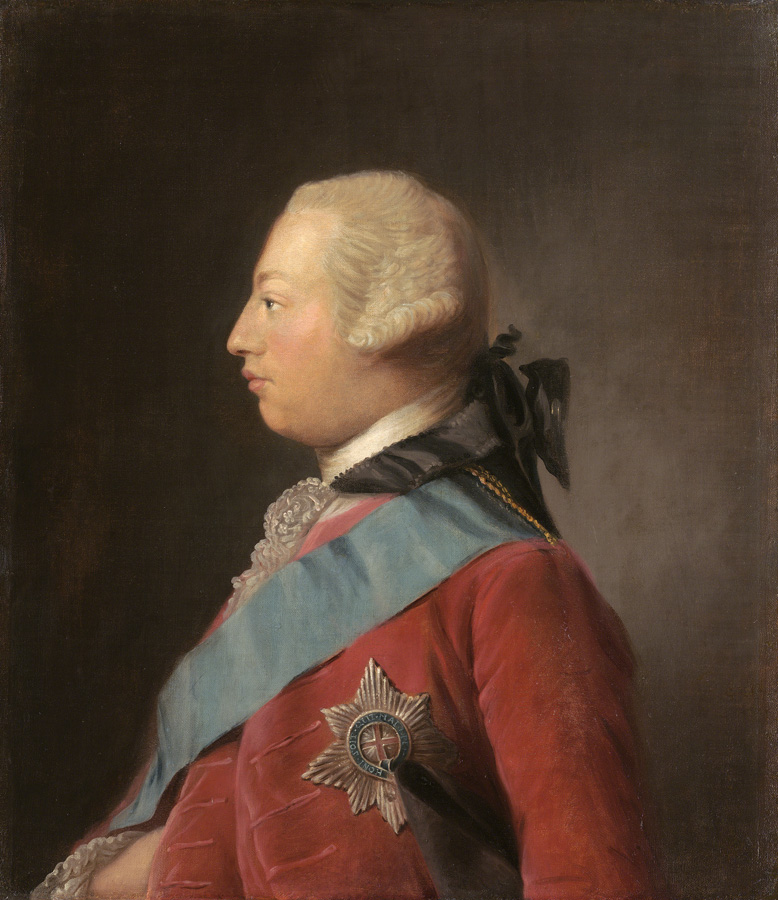
George III, vẽ bởi Allan Ramsay, 1762.

Tháng 5 năm 1762, chính phủ của đảng Whigs do Công tước xứ Newcastle lãnh đạo đã được thay thế bằng chính phủ được lãnh đạo bởi chính khách người Scotland thuộc đảng Tory là Lord Bute. Đối thủ của Bute đã hoạt động cực lực để chống lại ông ta bằng cách tuyên truyền vu khống rằng ông có quan hệ mờ ám với thân mẫu nhà vua, và khai thác định kiến kì thị người Scotland của người Anh. John Wilkes, một thành viên trong Nghị viện, đã xuất bản cuốn The North Briton, với nội dung chính là lên án và phỉ báng sự có mặt của Bute trong chính phủ. Wilkes cuối cùng bị bắt vì tội dấy loạn phỉ báng nhưng ông ta đã chạy sang Pháp để trốn tội, ông bị kết tội vắng mặt bởi Tòa án Hoàng gia với các tội báng bổ và bôi nhọ. Năm 1763, sau khi ký kết Hiệp định hòa bình ở Paris nhằm kết thúc chiến tranh, Lord Bute từ chức, và đảng Whigs giành lại quyền lực với Thủ tướng mới George Grenville.
Cuối năm đó, Tuyên cáo Vương thất 1763 đặt ra một giới hạn về sự mở rộng về phía tây các thuộc địa ở châu Mỹ. Tuyên ngôn nhấn mạnh việc chuyển hướng mở rộng thuộc địa lên phía bắc (tới Nova Scotia) và xuống phía nam (Florida). Tuyên ngôn không nói nhiều đến đa số nông dân định cư trên đất Mỹ, nhưng nó đã khiến cho một bộ phận nhỏ quần chúng không hài lòng, trở thành một trong những mầm mống xung đột và người dân 13 thuộc địa Mỹ với chính phủ Đại Anh. Với việc người dân Mỹ phải nộp nhiều tô thuế cho chính quốc, chính phủ Anh nghĩ rằng như vậy là thích hợp để đảm bảo không có các cuộc nổi dậy của người dân thuộc địa, và có chi phí chống trả các cuộc tấn công của người Pháp. Vấn đề ở đây không phải số tiền thuế là bao nhiêu, mà là liệu người Mỹ có chấp thuận hay không, khi mà trong Nghị viện không có một ghế nào dành cho người Mỹ. Người Mỹ phản đối, họ cho rằng giống như tất cả người Anh, họ có quyền "không đánh thuế nếu không có người đại diện". Năm 1765, Grenville đề xuất Đạo luật tem, theo đó sẽ ấn định lệ phí chứng từ trên mọi tài liệu trong các thuộc địa Anh ở Bắc Mỹ. Kể từ khi báo được in trên những mẫu giấy có dán tem, những nhà tư sản bị ảnh hưởng nhiều nhất bởi sự ra đời của thứ thuế này, bắt đầu tuyên truyền việc chống thuế. Trong khi đó, nhà vua trở nên bực tức với những chính sách của Grenville khi giảm bớt đặc quyền của quốc vương, và cố gắng nhưng không thành công khi thuyết phục William Pitt Già đồng ý nhận chức vụ Thủ tướng. Sau một thời gian ngắn bị bệnh, có thể đã được dự đoán trước thời gian bệnh, George chọn Lord Rockingham thành lập chính phủ mới, và sa thải Grenville.
Lord Rockingham, với sự đồng thuận của Pitt và nhà vua, bãi bỏ Đạo luật tem vốn không được số đông quần chúng tán thành, nhưng chính phủ của ông quá yếu kém và bị thay thế vào năm 1766 bởi Pitt, người được George phong làm Bá tước xứ Chatham. Những hành động của Lord Chatham và George III bao gồm bãi bỏ Đạo luật rất được ưa chuộng ở Mỹ và bức tượng của hai người được dựng nên ở thành phố New York. Lord Chatham bị bệnh vào năm 1767 và Công tước xứ Grafton lãnh đạo chính phủ, mặc dù ông ta không được phong làm Thủ tướng cho tới năm 1768. Năm đó, John Wilkes trở lại Anh, ra tranh cử vào Quốc hội; và dẫn đầu về số phiếu bầu ở Khu vực bầu cử Middlesex. Wilkes một lần nữa bị Quốc hội trục xuất. Sau đó Wilkes lại được bầu và hai lần nữa bị trục xuất, trước khi Hạ viện tuyên bố ông không có tư cách ứng cử và chiến thắng thuộc về người đứng thứ 2. Chính phủ của Grafton giải thể năm 1770, cho phép đảng Tory dưới sự lãnh đạo của Lord North trở lại nắm quyền.

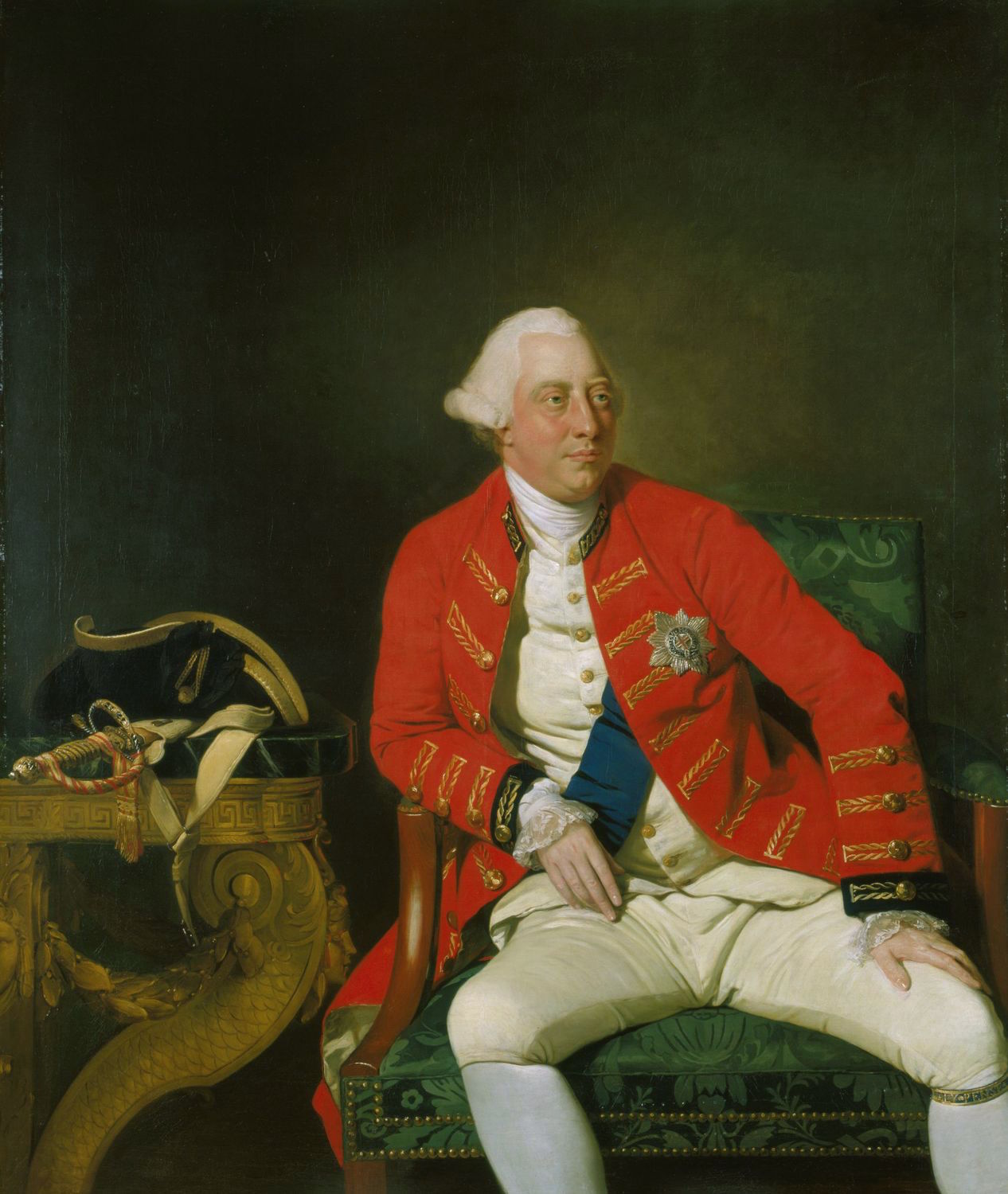
Tranh vẽ bởi Johann Zoffany, 1771

George là một người vô cùng sùng đạo và dành nhiều thời gian để cầu nguyện, nhưng lòng mộ đạo của ông không được anh em ông học theo. George cảm thấy kinh hoàng bởi những gì ông gọi là "nhân cách buông thả" của anh em mình. Năm 1770, em trai nhà vua, Vương tử Henry, Công tước xứ Cumberland và Strathearn, bị vạch trần có quan hệ lén lút với một phụ nữ đã có chồng. Năm sau, Cumberland kết hôn với một góa phụ trẻ, Anne Lutrell. Nhà vua cho rằng Công tước phu nhân không phù hợp để trở thành một thành viên vương thất do xuất thân của bà quá thấp. George nhấn mạnh rằng nên có một đạo luật mới, cấm các thành viên trong vương thất kết hôn mà không có sự đồng ý của Quốc vương. Dự luật này không được sự ủng hộ trong Quốc hội, bao gồm cả những Bộ trưởng của George, song Đạo luật Hôn nhân Vương thất 1772 đã được thông qua. Không bao lâu sau đó, một người em trai khác của nhà vua, Vương tử William Henry, Công tước xứ Gloucester và Edinburgh, thú nhận rằng ông có bí mật kết hôn với Maria Walpole, Bá tước phu nhân Waldegrave, con ngoài giá thú của Sir Edward Walpole. Các tin tức khẳng định quan điểm của George rằng ông đã đúng khi ban hành đạo luật: Maria có liên hệ với những đối thủ chính trị của ông. Công tước phu nhân xứ Gloucester đã không được triều đình thừa nhận.
Chính phủ của Lord North rất lo lắng về sự bất mãn của người dân 13 thuộc địa. Để xoa dịu dư luận, phần lớn các thứ thuế đã bị bãi bỏ, trừ thuế trà ra; điều mà George gọi là "một thứ thuế cần để duy trì điều đúng đắn (đánh thuế)". Năm 1773, tàu chở trà của người Anh neo tại Cảng Boston đã bị người dân thuộc địa đánh cướp và ném hết trà xuống biển; sự kiện này gọi là Tiệc trà Boston. Ở Anh, chính phủ bày tỏ thái độ cứng rắn, và Chatham đồng ý với North vụ cướp trà "chắc chắn là hành vi phạm tội". Với sự ủng hộ tích cực từ Nghị viện, Lord North ban hành các biện pháp mới, gọi là Đạo luật Không thể chấp nhận, theo đó cảng Boston bị đóng cửa và đặc quyền dành cho tiểu bang Massachusetts đã bị bãi bỏ khi những người đứng đầu cơ quan lập pháp sẽ được chỉ định bởi nhà vua thay vì Hạ viện. Tính đến thời điểm đó, theo ý kiến của Giáo sư Peter Thomas, "niềm hy vọng của Thánh thượng được tập trung vào một giải pháp chính trị, và Ngài luôn luôn chấp thuận các ý kiến từ nội các ngay cả khi hoài nghi về thành công của chúng". Các bằng chứng chi tiết vào những năm 1763-1775 có xu hướng giải tội cho George III về tội ác thực sự đối với Cách mạng Mỹ. Mặc dù người Mỹ vẫn xem ông như một quân vương bạo chúa, nhưng trong những năm đó, ông đã hành động như một vị vua lập hiến khi chỉ ủng hộ các chính sách từ các bộ trưởng.

## Chiến tranh giành độc lập Hoa Kỳ
Chiến tranh giành độc lập Hoa Kỳ là đỉnh điểm của xung đột chính trị và trào lưu Khai Sáng ở Mỹ. Mang trong đầu sự bất mãn vì người Mỹ không có được một ghế nào trong quốc hội, họ xem đó là minh chứng cho sự phủ nhận quyền giống như người Anh và việc thường bị Quốc hội đánh thuế nặng mà không thông qua sự đồng ý của họ, họ bắt đầu nổi dậy chống lại ách thống trị của chính quốc sau sự kiện Tiệc trà Boston. Bằng cách thành lập các khu vực tự trị, họ phá vỡ bộ máy chính quyền của người Anh vào năm 1774. Xung đột vũ trang đầu tiên của quân đội Anh và người dân thuộc địa nổ ra tại Trận Lexington và Concord vào tháng 4, 1775. Sau khi đơn kiến nghị lên quốc vương cho sự tham gia vào Quốc hội bị bác bỏ, các nhà lãnh đạo quân nổi dậy bị nhà vua tuyên bố là những kẻ phản loạn và chiến tranh nổ ra sau đó. Các thuộc địa tuyên bố độc lập vào tháng 7 năm 1776, họ lập danh sách những người bất bình chống lại vua Anh và cơ quan lập pháp đồng thời yêu cầu sự giúp sức từ quần chúng. Trong danh sách tội danh của George, Tuyên ngôn buộc tội, "Ông ta đã từ bỏ quyền thống trị của mình ở đây... Ông ta tước đoạt biển cả của chúng ta, tàn phá bờ biển của chúng ta, thiêu hủy thành thị của chúng ta, phá hoại cuộc sống của nhân dân ta." Bức tượng nhà vua George III cưỡi ngựa được mạ bằng vàng ở thành phố New York bị hạ xuống. Người Anh bao vây thành phố năm 1776, nhưng bị mất Boston, và kế hoạch cho một chiến dịch lớn tấn công từ Canada và cắt đứt tuyến đường New England đã thất bại với sự đầu hàng của Trung tướng người Anh John Burgoyne tại Trận Saratoga.
George III thường bị cáo buộc là ngoan cố duy trì chiến tranh giữa chính phủ Anh với Cách mạng Mỹ, bất chấp những lời can ngăn từ các Bộ trưởng của ông. Theo như tác gia thời Victoria, George Trevelyan, Nhà vua tuyên bố "Không bao giờ thừa nhận sự độc lập của người Mỹ, và để trừng phạt cho sự vô lễ của chúng, Quả nhân sẽ kéo dài vô thời hạn một cuộc chiến tranh mà có thể sẽ là vĩnh viễn. Quả nhân muốn để cho đám phiến quân đó tiếp tục quấy rối, lo lắng và ngày càng nghèo xơ xác, cho đến một ngày, sự bất mãn và hối hận kia sẽ biến thành sám hối và hối hận". Tuy nhiên, nhiều nhà sử học gần đây bênh vực George bằng cách nói rằng trong hoàn cảnh như vậy, nhà vua khó có thể chấp nhận để mất một vùng lãnh thổ lớn như vậy, và hành vi của ông ít tàn nhẫn hơn rất nhiều quân vương đương đại ở Châu Âu. Sau chiến dịch Saratoga, cả Nghị viện và người dân Anh đều ủng hộ chiến tranh; việc tuyển quân được tiến hành khẩn trương và mặc dù vẫn có một lượng chính khách chủ hòa, nhưng họ chỉ chiếm một bộ phận nhỏ. Với những thất bại ở Mỹ, Thủ tướng Lord North yêu cầu chuyển giao quyền lực cho Lãnh chúa xứ Chatham, người mà ông cho rằng có năng lực hơn, nhưng George không phê chuẩn; thay vào đó ông đề xuất rằng Chatham sẽ phục vụ như một tướng dưới quyền Lord North, nhưng Chatham từ chối. Ông qua đời vào cuối năm đó. Đầu năm 1778, nước Pháp (đối thủ chính của Anh) ký kết một hiệp định với Hoa Kỳ và cuộc xung đột leo thang. Hoa Kỳ và Pháp sớm thành lập một liên minh cùng Tây Ban Nha và Cộng hòa Hà Lan, trong khi Anh không có một đồng minh lớn nào. Lãnh chúa Gower và Lãnh chúa xứ Weymouth đều rời khỏi chính phủ. Lãnh chúa North một lần nữa đề nghị xin từ chức nhưng cuối cùng ông đã ở lại theo sự khẩn thiết lưu giữ của George III. Nhằm phản đối việc chi phí tốn kém cho cuộc chiến tranh ngày càng tăng lên, tháng 6 năm 1780 một cuộc bạo động nổ ra ở Luân Đôn, được biết đến với tên gọi Gordon Riots.
Mãi đến cuối Chiến dịch Charleston năm 1780, những người bảo hoàng vẫn tin vào một chiến thắng cuối cùng của họ, khi quân Anh đánh bại lực lượng kháng chiến ở trận Camden và trận Guilford Court House. Cuối năm 1781, thông tin Lãnh chúa Cornwallis đầu hàng tại Chiến dịch Yorktown khiến cả Luân Đôn chấn động; chính phủ của Lord North đã bị mất đi sự ủng hộ và ông từ chức vào năm tiếp theo. Nhà vua đã chuẩn bị sẵn một chiếu thư thoái vị, song ông đã không bao giờ công bố, Cuối cùng ông phải chấp nhận thất bại ở Bắc Mỹ, và ủy quyền cho một cuộc đàm phán hòa bình. Hiệp định Paris đã được ký kết giữa chính phủ Anh với các bang ở Bắc Mỹ, công nhận sự độc lập của Hiệp chúng quốc Hoa Kỳ và trả Florida cho người Tây Ban Nha, được ký kết vào năm 1882 và 1883. Khi John Adams được bổ nhiệm làm Đại sứ Mỹ đến Luân Đôn năm 1785, George phải nhẫn nhịn mà cải thiện lại quan hệ giữa nước Anh với các thuộc địa cũ. Ông nói với Adams: "Quả nhân là người cuối cùng chấp nhận sự chia tách; nhưng sự chia tách ấy là điều không thể tránh khỏi và nay đã thành sự thực; Quả nhân đã luôn nói, và bây giờ cũng nói, rằng quả nhân sẽ là người đầu tiên đáp ứng tình hữu nghị với Hoa Kỳ như là một thế lực độc lập."

## Đấu tranh Hiến pháp
Với sự thất thế của chính phủ Lord North năm 1782, Lord Rockingham thuộc đảng Whig trở thành Thủ tướng lần thứ 2, nhưng ông ta chết sau đó có vài tháng. Nhà vua sau đó bổ nhiệm Lãnh chúa xứ Shelburne lên thay. Tuy nhiên, Charles James Fox lại không muốn phục vụ dưới trướng Shelburne, và đề nghị nên bổ dụng Công tước xứ Portland. Năm 1783, Hạ viện đã buộc Shelburne từ bỏ chức vị và giải tán chính phủ. Chính phủ giờ nằm trong tay liên minh Fox–North. Công tước xứ Portland trở thành Thủ tướng, còn Fox và Lord North, là Bộ trưởng ngoại giao và Bộ trưởng nội vụ.
Nhà vua không thích Fox vì ông ta quá chuyên quyền, ông cho rằng Fox bất lương và sẽ ảnh hưởng xấu đến Vương tử George, Thân vương xứ Wales. George III đã đau khổ vì phải bổ nhiệm các bộ trưởng không theo ý thích của mình, nhưng phe đảng của Portland nhanh chóng xây dựng thế đa số trong Viện Thứ dân và không thể đánh đổ dễ dàng. Ông càng thất vọng hơn khi chính phủ đề xuất Đạo luật Ấn Độ, theo đó cải cách tình trạng của chính phủ Ấn Độ bằng cách chuyển giao quyền cai trị của Công ty Đông Ấn sang cho Nghị viện. Mặc dù nhà vua ủng hộ để cho công ty tiếp tục cai quản Ấn Độ, song tất cả các ủy viên là đồng minh của Fox đều tuyên bố ủng hộ dự luật. Ngay sau khi Hạ viện thông qua dự luật, George ủy quyền cho Lãnh chúa Temple thông báo với Thượng viện rằng ông sẽ coi bất kì người nào ủng hộ dự luật trên là kẻ thù của mình. Bởi vậy dự luật bị bác bỏ ở Thượng viện, và 3 ngày sau đó, chính phủ Portland bị giải tán, và William Pitt Trẻ trở thành Thủ tướng mới, và Temple là Ngoại trưởng. Ngày 17 tháng 12 năm 1783, Nghị viện bỏ phiếu lên án sự can thiệp của nhà vua lên Quốc hội là "tội lỗi lớn" và buộc Temple phải từ chức. Sự ra đi của Temple gây ra xáo trộn trong chính phủ. Ba tháng sau đó, chính phủ hiện tại mất đi đa số ghế và Quốc hội phải giải tán; tiếp đó Pitt giành thắng lợi lớn trong cuộc tuyển cử năm sau.

## William Pitt

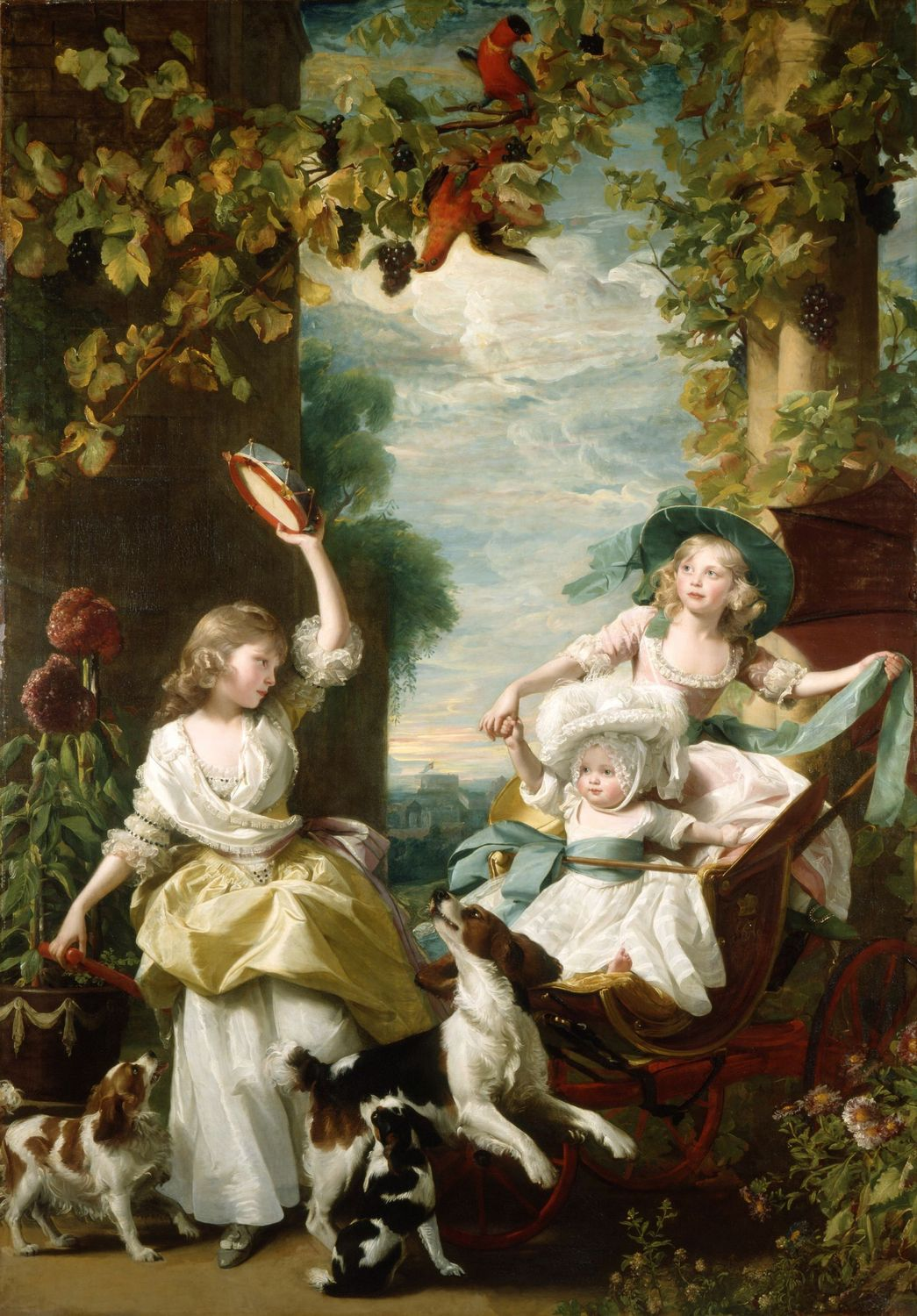
Ba người con gái nhỏ của vua George III, tranh vẽ bởi John Singleton Copley, c. 1785

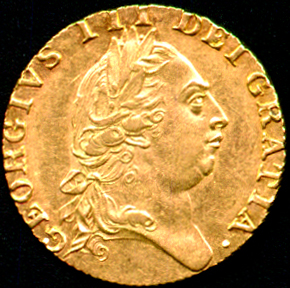
Gold guinea của George III, 1789

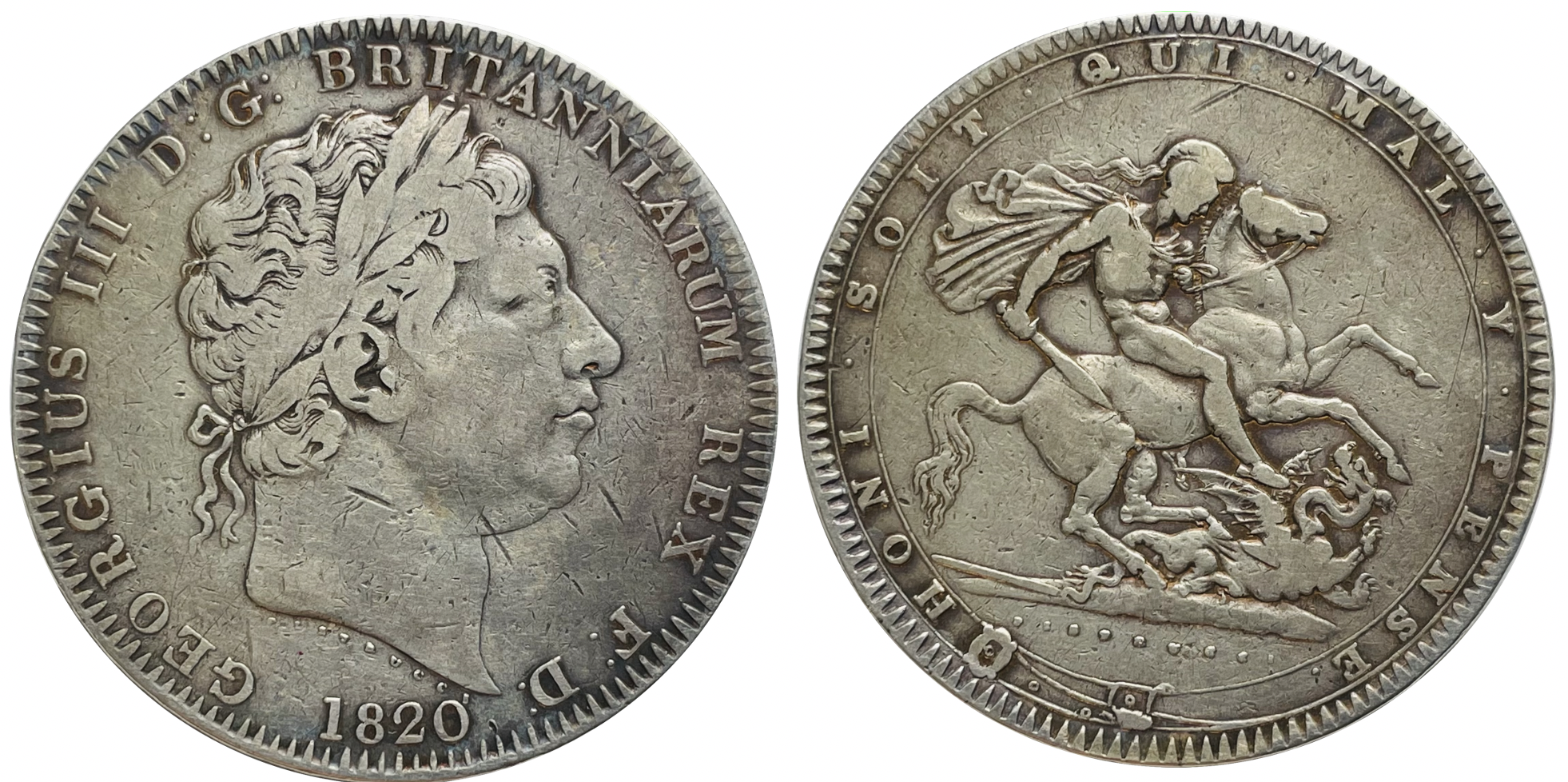
Xu bạc: 1 crown George III của Vương quốc Anh, 1820

Đối với George III, việc Pitt lên nắm quyền là một thắng lợi lớn. Điều đó chứng minh rằng nhà vua có thể lựa chọn thủ tướng theo quan điểm của mình mà không cần phải dựa theo số đông trong Viện Thứ dân. Trong suốt nhiệm kì của Pitt, George đã ủng hộ nhiều mục tiêu chính trị của ông ta và phong cho khá nhiều người theo phe của Pitt vào Viện Quý tộc. Trong và sau thời Pitt nắm quyền, George III được người dân Anh ngưỡng mộ. Người ta tán dương lòng mộ đạo của ông, và việc ông chung thủy với vợ mình. Ông rất yêu thương con cái, từng bị rơi vào khủng hoảng tâm lý khi chứng kiến qua đời của hai cậu con trai vào các năm 1782 và 1783. Tuy vậy, ông quản giáo các con với một chế độ cực kì nghiêm khắc. Họ được lên lịch là sẽ bắt đầu học một cách nghiêm túc từ 7 giờ sáng, "để sống một cuộc sống theo lễ nghi và đạo đức". Khi các con không làm theo đúng những nguyên tắc mà ông đặt ra, ông mất tinh thần và thất vọng.
Lúc này sức khỏe của nhà vua có chuyển biến xấu. Ông mắc bệnh tâm thần, và có triệu chứng rối loạn porphyria, mặc dù vẫn còn nhiều ý kiến nghi ngờ giả thuyết này. Một nghiên cứu các mẫu tóc của nhà vua công bố vào năm 2005 cho thấy nồng độ asen, một chất gây bệnh, khá cao. Nguồn gốc của lượng asen này không được biết đến, nhưng có thể là từ các loại thuốc và mỹ phẩm mà nhà vua đã dùng. Nhà vua có thể đã có một thời gian ngắn nhiễm bệnh năm 1765, nhưng bệnh tình tái phát vào mùa hạ năm 1788. Vào cuối phiên họp Quốc hội, ông đến Cheltenham Spa để chữa bệnh. Đó là nơi xa nhà nhất mà ông từng tới trong suốt cuộc đời, cách London 100 dặm (150 km)—nhưng bệnh tình của ông trở nên tồi tệ hơn. Vào tháng 11 ông trở nên loạn trí, đôi khi nói chuyện trong nhiều giờ mà không ngừng lại, khiến cho miệng cạn hết nước bọt và giọng nói khàn khàn. Các bác sĩ của ông đã không thành công khi chẩn đoán tình trạng bệnh tình, những câu chuyện về tình hình bệnh của ông lan ra ngoài, ví dụ như có lời ngoa truyền rằng nhà vua bắt tay với một cái cây mà ông cho rằng đó là Nhà vua nước Phổ. Cách điều trị bệnh cho nhà vua là nền tảng của phương pháp điều trị ngày nay, các bác sĩ của ông, bao gồm Francis Willis, điều trị cho vua bằng cách khống chế ông đến khi ông bình tĩnh hoặc hoặc áp dụng các thuốc đắp ăn da để vẽ ra "con quỷ dữ"".
Vào ngày Quốc hội được triệu tập, Fox và Pitt tranh cãi quanh chuyện ai sẽ nhiếp chính cho nhà vua tâm thần. Trong khi cả hai đều nhất trí rằng con trai lớn nhất của George III và Charlotte là George, Thân vương xứ Wales, sẽ là nhiếp chính, Fox tính rằng Vương tử sẽ có toàn quyền thay mặt người cha bệnh tật quyết định tất cả công việc trong triều đình, còn Pitt phản đối Fox vì sợ rằng nếu Thân vương xứ Wales nắm được đại quyền tuyệt đối thì ông sẽ bị cách chức, nên đề nghị Quốc hội giới hạn lại quyền nhiếp chính. Vào tháng 2, 1789, Đạo luật nhiếp chính, ủy thác quyền hành cho Thân vương xứ Wales như là Nhiếp chính vương, được thông qua tại Hạ viện, nhưng trước khi nó được trình lên Thượng viện, George III bình phục.

## Cách mạng Pháp và những cuộc chiến tranh của Napoleon

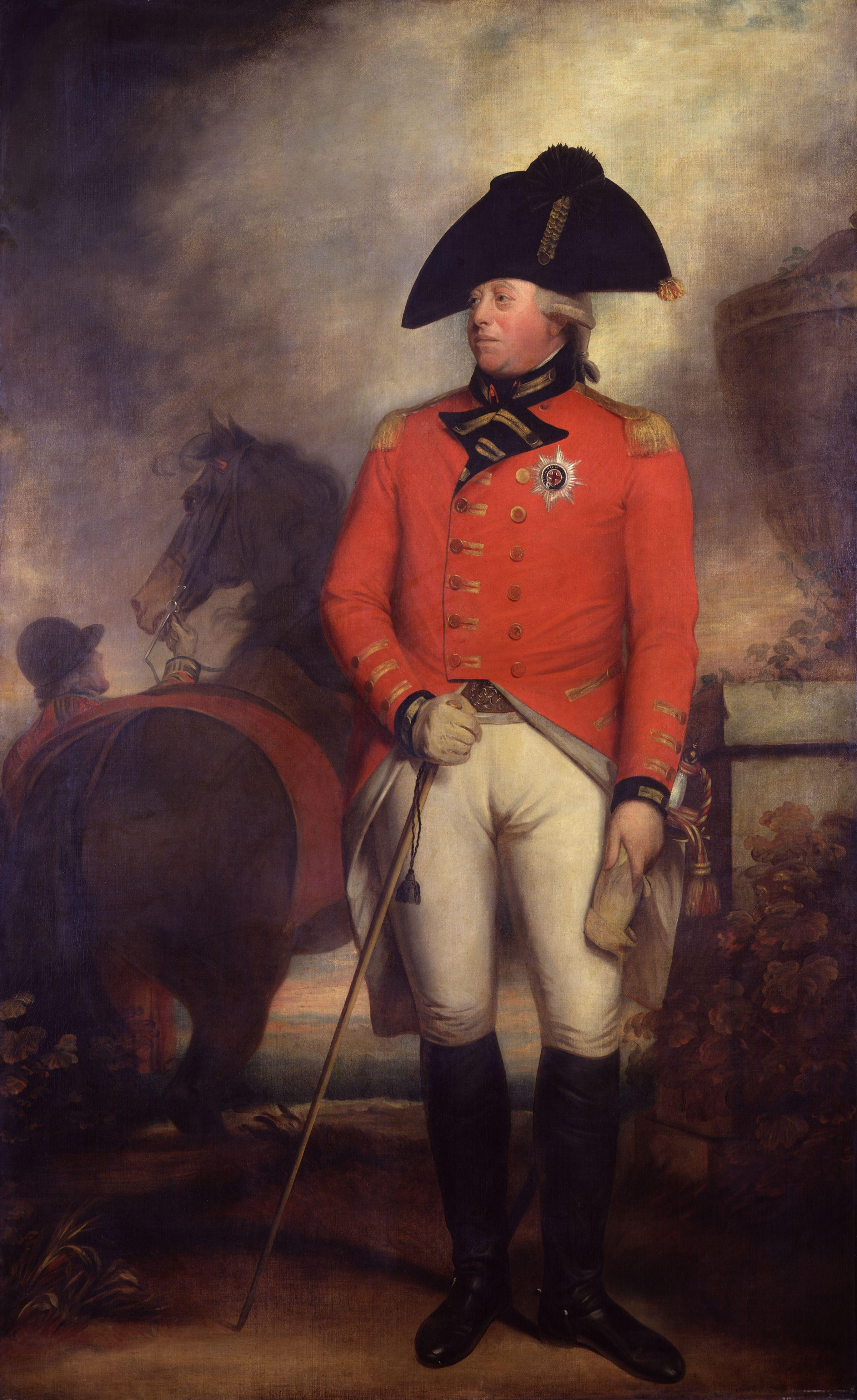
George mặc chiếc áo khoác màu đỏ của một vị tướng quân đội Anh những năm 1800 với ngôi sao của Cấp tước Garter, quần ống chẽn màu trắng, ủng cao đến đầu gối màu đen, và một chiếc mũ đen. Đằng sau ông là một tẩy mã dắt một con ngựa.

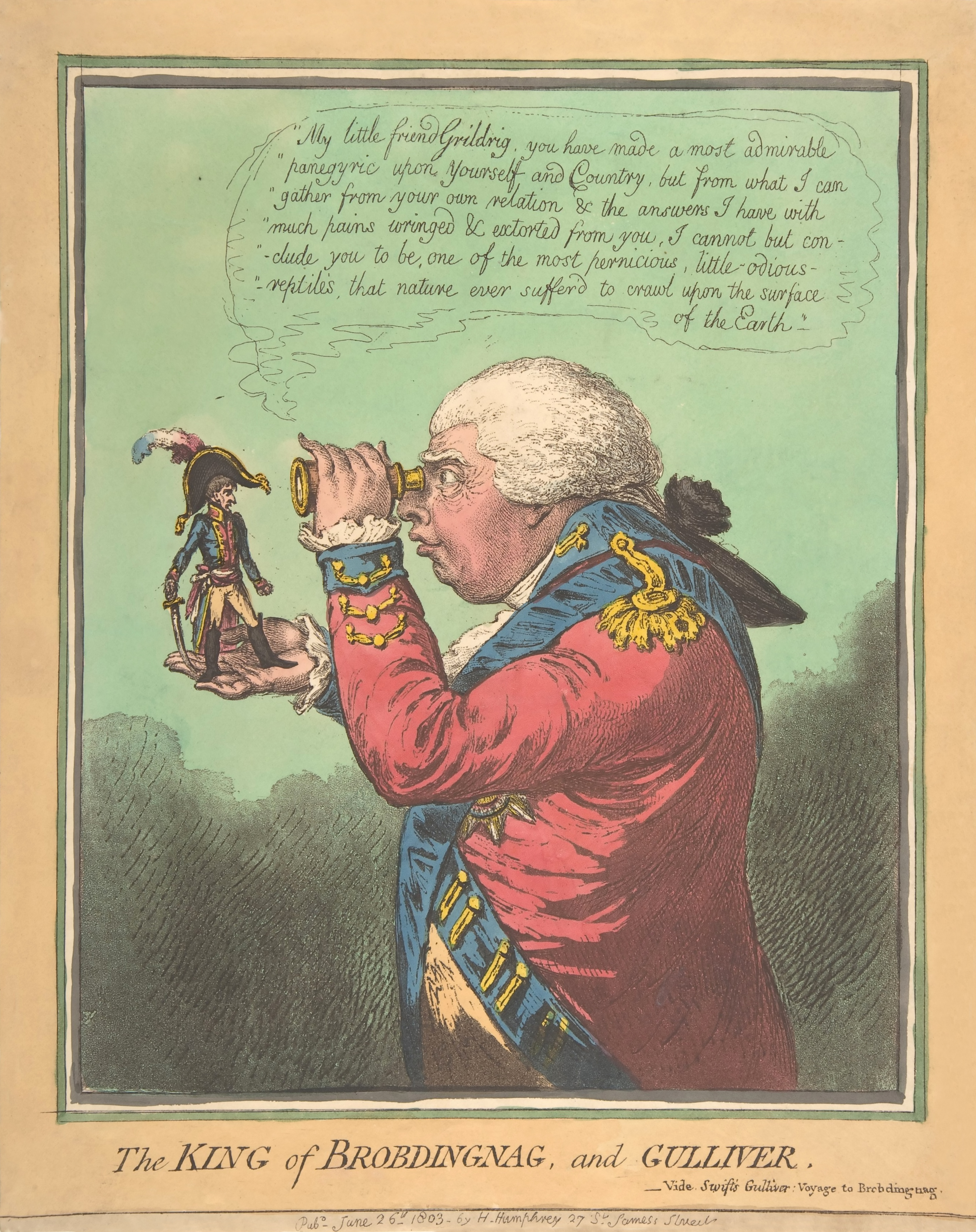
Tranh biếm họa vẽ bởi James Gillray, trong đó George cầm Napoleon trong lòng bàn tay, 1803

Sau khi George hồi phục, Pitt, tiếp tục nắm quyền và kiềm chế ảnh hưởng của Fox và Thân vương xứ Wales. Cách đối xử khoan dung và đầy hiểu biết của ông đối với hai kẻ hành thích điên cuồng, Margaret Nicholson năm 1786 và John Frith năm 1790, càng làm tăng thêm uy tín của ông. Âm mưu thất bại của James Hadfield nhằm hành thích nhà vua ở Drury Lane Theatre ngày 15 tháng 5 năm 1800 không xuất phát từ lý do chính trị mà là do những ảo tưởng khải huyền của Hadfield và Bannister Truelock. George dường như không bị ảnh hưởng nhiều vì sự cố đó, hơn thế ông còn ngủ thiếp đi trong một khoảng thời gian.
Cách mạng Pháp nổ ra năm 1789, dẫn đến Chế độ quân chủ Pháp bị lật đổ, gây lo lắng cho nhiều lãnh chúa ở Anh. Pháp tuyên chiến với Anh năm 1793; trong một nỗ lực hỗ trợ chiến tranh, George cho phép Pitt tăng tiền thuế, chiêu mộ quân đội, và đình chỉ quyền của habeas corpus. Liên minh thứ nhất chống lại cách mạng Pháp với sự tham gia của Áo, Phổ, Tây Ban Nha tan vỡ vào năm 1795 khi Phổ và Tây Ban Nha giảng hòa riêng với Pháp. Liên minh thứ hai, bao gồm Áo, Nga và Đế quốc Ottoman, bị đánh bại năm 1800. Chỉ có Anh tiếp tục chiến đấu chống Napoleon Bonaparte, Đệ Nhất tổng tài của Cộng hòa Pháp.
Một giai đoạn hòa hoãn ngắn với Pháp cho phép Pitt hướng sự chú ý tới Ireland, nơi đã chứng kiến một cuộc nổi dậy và một âm mưu tấn công của người Pháp vào năm 1798. Năm 1800, Quốc hội Đại Anh và Ireland thông qua Đạo luật liên minh có hiệu lực từ 1 tháng 1 năm 1801 hợp nhất Liên hiệp Anh (Great Britain gồm Anh, Wales, Scotland) và Ireland thành một quốc gia duy nhất với tên gọi Liên hiệp Anh và Ireland (United Kingdom of the Great Britain and Ireland). George nhân cơ hội này bỏ đi danh hiệu "Vua của Pháp", Tuyên bố chủ quyền của người Anh đối với ngai vàng Pháp từ thời trị vì của Edward III chấm dứt. Có đề nghị rằng George nên nhận danh hiệu "Hoàng đế của đảo Anh", nhưng ông từ chối. Như một phần của chính sách đối với Ái Nhĩ Lan, Pitt lên kế hoạch giảm bớt một số ràng buộc khắt khe đối với Người Công giáo. George III tuyên bố rằng giải phóng cho người Công giáo là vi phạm lời thề của Quốc vương khi mới lên ngôi là bảo vệ đạo Tin Lành. Đối diện với cao trào chống chính sách cải cách tôn giáo từ cả nhà vua và dân chúng Anh, Pitt đe dọa là sẽ từ chức. Vào khoảng thời gian đó, Nhà vua tái phát bệnh cũ, có lẽ là do lo lắng về vấn đề Công giáo. Ngày 14 tháng 3 năm 1801, Pitt được thay thế bởi Người đứng đầu Hạ viện, Henry Addington. Addington phản đối dỡ bỏ ràng buộc đối với người Công giáo, bãi bỏ thuế thu nhập và bắt đầu chương trình giải trừ quân bị. Vào tháng 10, 1801, ông tìm kiếm hòa bình với Pháp, và sang 1802 thì ký Hiệp ước Amiens.
George không coi việc nghị hòa với Pháp là thực; ông xem đó là "một cuộc thí nghiệm". Năm 1803, chiến tranh tiếp tục nhưng quần chúng không tán thành để cho Addington lãnh đạo đất nước trong chiến tranh, và ủng hộ Pitt. Một cuộc xâm lược nước Anh của Napoleon có vẻ đang đến gần, và một phong trào tình nguyện lớn nổ ra nhằm ủng hộ nước Anh trong cuộc chiến với nước Pháp. George đã gặp 27.000 người tình nguyện tại Hyde Park, Luân Đôn, vào ngày 26 và 28 tháng 10 năm 1803 vào lúc cao trào của sự lo lắng về một chiến tranh, thu hút hơn 500.000 người xem mỗi ngày. The Times nhận xét, "Sự nhiệt tình của đám đông là vượt quá tưởng tượng." Một cận thần của nhà vua viết vào ngày 13 tháng 11 rằng, "Quốc vương thực sự đã chuẩn bị cho việc ra chiến trường trong trường hợp bị tấn công, tư trang của Ngài đã sẵn sàng và Ngài có thể di chuyển nhanh chóng sau khi được cảnh báo nửa giờ". George viết cho bạn của ông là Giám mục Hurd, "Bây giờ chúng ta hằng ngày ở đây để chờ Bonaparte sẽ cố gắng xâm lược và đe dọa chúng ta... Liệu quân đội của hắn có có đổ bộ xuống đảo, Quả nhân chắc chắn sẽ tự đặt mình lên đầu chiến tuyến, và các cánh quân khác của Quả nhân, sẽ đẩy lùi được bọn chúng." Sau khi Đô đốc Lord Nelson giành được chiến thắng nổi tiếng tại Trận Trafalgar, nguy cơ xâm lược bị dập tắt.

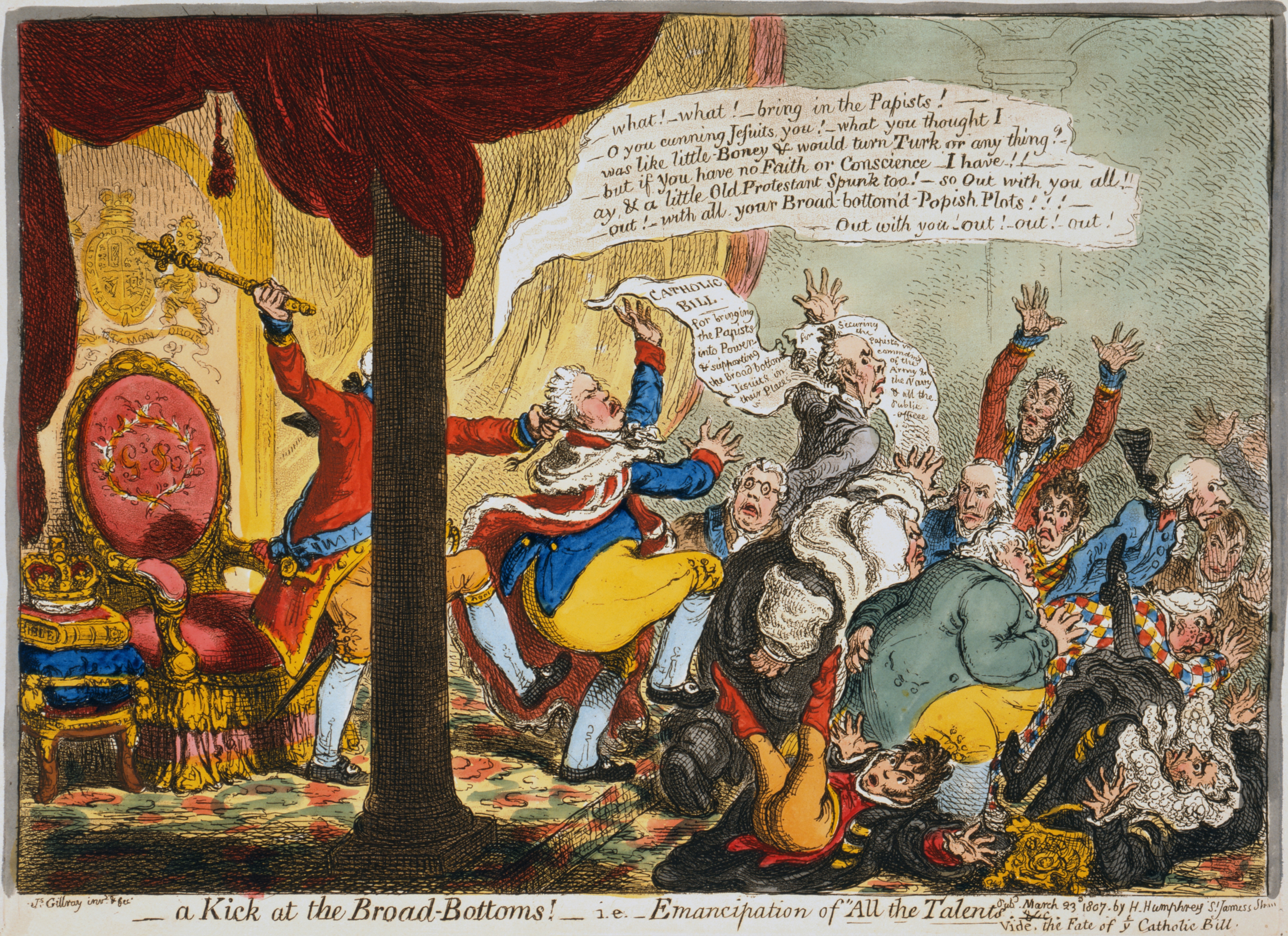
In A Kick at the Broad-Bottoms! (1807), James Gillray biếm họa việc miễn nhiệm tất cả các Bộ trưởng tài năng của George.

Năm 1804, bệnh tật của George tái phát trở lại; sau khi ông bình phục, Addington từ chức và Pitt trở lại nắm quyền. Pitt tìm cách bổ nhiệm Fox vào chính phủ để cộng tác với mình, nhưng George III từ chối. Lord Grenville cảm thấy một sự đe dọa đến Fox, và từ chối tham gia chính phủ. Pitt tham gia vào liên minh với Ba Lan, Nga và Thụy Điển. Đây chính là Liên minh chống Napoleon lần thứ 3, tuy nhiên, kết cục cũng giống như hai lần trước, tan rã vào năm 1805. Những thất bại trên chiến trường châu Âu ảnh hưởng trầm trọng đến sức khỏe của Pitt và ông sớm qua đời vào năm 1806, mở ra một dấu chấm hỏi lớn về người kế nhiệm chức Thủ tướng. Lord Grenville trở thành Thủ tướng, và "Chính phủ của tất cả nhân tài" của ông ta được lập nên, bao gồm Fox. Nhà vua hòa giải với Fox, sau khi bị ép buộc phải bổ dụng ông ta. Sau qua đời của Fox vào tháng 9, 1806, nhà vua và Chính phủ lại xung đột với nhau công khai. Để lấp những chỗ trống trong quân ngũ, Nghị viện đề xuất một dự luật vào tháng 2, 1807, theo đó những người Công giáo sẽ có thể được bổ dụng vào tất cả các cấp bậc trong lực lượng vũ trang. George không những bác bỏ dự luật mà còn cấm trong tương lai không một ai được đề xuất những dự luật như vậy nữa. Chính phủ đồng ý không thực thi dự luật song từ chối việc ràng buộc trong tương lai. Họ đã bị giải tán và thay thế bởi một chính phủ của Thủ tướng là Công tước xứ Portland, nhưng chỉ trên danh nghĩa, quyền lực thực tế thuộc về Bộ trưởng Tài chính, Spencer Perceval. Nghị viện bị giải tán và cuộc bầu cử tiếp theo, chứng kiến sự thắng thế của một bộ phận thế lực lớn trong Hạ viện. George III đã có một quyết định chính trị lớn hơn nữa trong triều đại của ông; Công tước xứ Portland bị thay thế bởi Perceval năm 1809.

## Cuối đời và Tạ thế

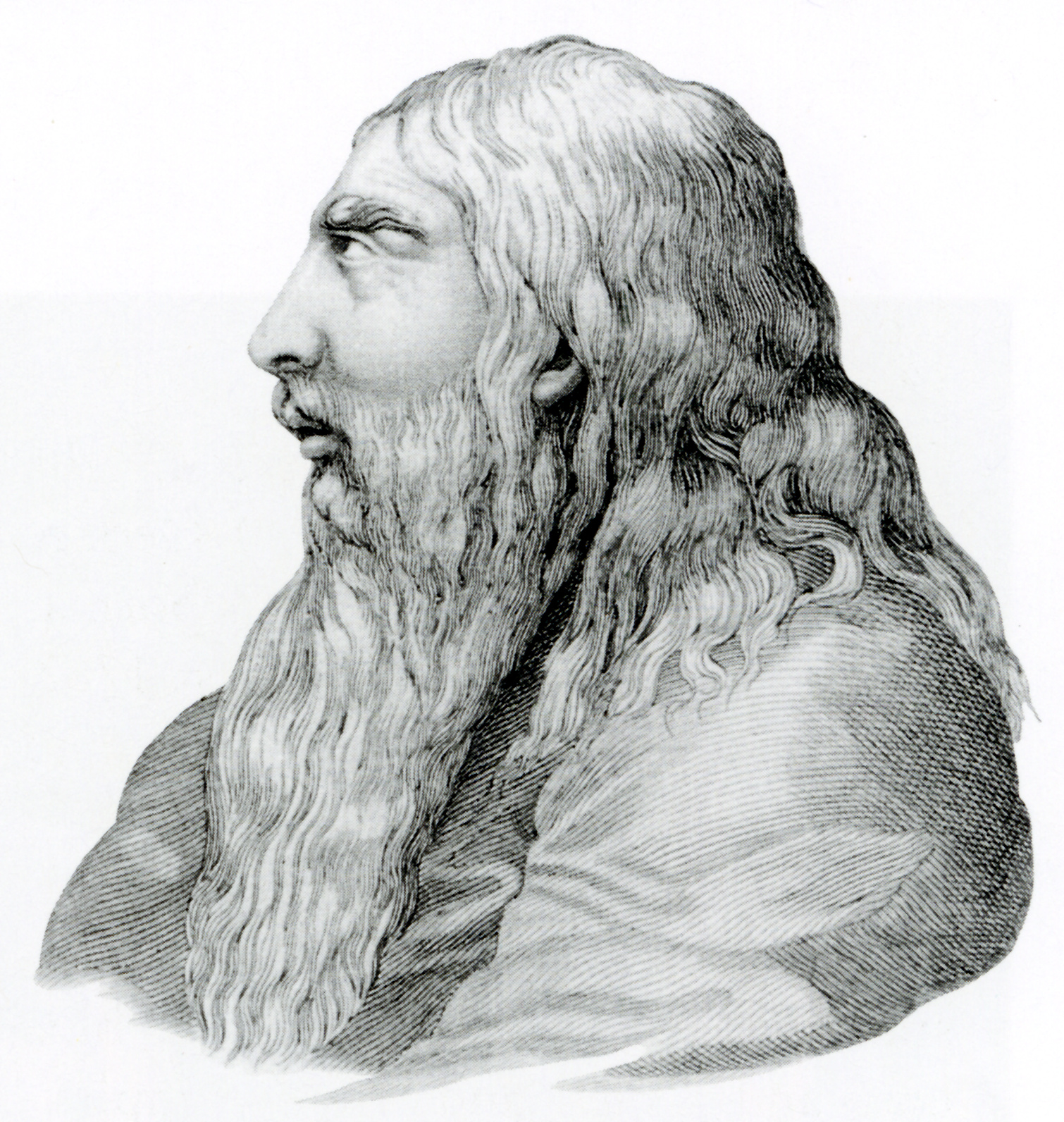
Tượng của George III khắc họa hình ảnh ông những năm cuối đời, tác phẩm của Henry Meyer

Cuối năm 1810, George đã ở trên đỉnh cao của sự nổi tiếng nhưng ông gần như bị mù và đục thủy tinh thể cùng với những đau đớn từ căn bệnh thấp khớp, George III một lần nữa lâm bệnh nặng. Theo quan điểm của cá nhân ông, căn bệnh quái ác bộc phát từ sau cái chết của người con gái út mà ông thương yêu nhất, Vương nữ Amelia. Y tá của Vương nữ nói rằng "Mỗi ngày đều là khung cảnh đau thương và nước mắt... đau buồn khó mà diễn tả được." Ông cảm thấy cần phải thông qua Đạo luật Nhiếp chính, và từ đó Thân vương xứ Wales nắm quyền nhiếp chính trong 10 năm cuối triều George III. Mặc dù đã có dấu hiệu hồi phục vào tháng 5 năm 1811, cùng năm đó George bị mất trí nhớ vĩnh viễn và sống ẩn dật trong Lâu đài Windsoruntil đến khi tạ thế.
Thủ tướng Spencer Perceval bị ám sát vào năm 1812 và được thay thế bởi Lãnh chúa xứ Liverpool. Liverpool đã lãnh đạo Anh quốc giành chiến thắng sau cùng trước quân của Napoléon tại trận Waterloo năm 1815. Theo như kết quả của Đại hội Viên, Tuyển hầu xứ Hannover được mở rộng đáng kể và từ một Lãnh địa Tuyển hầu, nó được nâng lên thành Vương quốc Hannover.
Trong khi đó, sức khỏe của nhà vua ngày càng tồi tệ. Bệnh mất trí nhớ ngày càng trầm trọng và nhà vua hoàn toàn mù và ngày càng điếc. Ông thậm chí không hiểu và không nhận thức được rằng ông đã được phong làm Vua xứ Hannover năm 1814 hoặc cái chết của vợ năm 1818. Vào Lễ Giáng sinh năm 1819, ông nói lảm nhảm suốt 58 tiếng đồng hồ và không thể đi lại trong vài tuần cuối cùng George III tạ thế tại Lâu đài Windsor lúc 8:38 chiều ngày 29 tháng 1 năm 1820, sáu ngày sau qua đời của người con trai thứ tư, Công tước xứ Kent. Người con trai mà ông thương yêu nhất, Frederick, Công tước xứ York, ở bên ông trong giờ phút cuối cùng. George III được an táng vào ngày 16 tháng 2 tại Nhà thờ Thánh George, Lâu đài Windsor.
Vua George III được kế thừa bởi hai người con trai của ông là George IV và William IV, cả hai đều tạ thế mà không có con hợp pháp để kế vị, để lại ngai vàng cho người con gái duy nhất của Công tước xứ Kent là Vương tôn nữ Victoria, vị quân chủ cuối cùng của vương triều Hannover. Đồng thời cũng là cháu nội của ông và Charlotte. Trong khi đó, người con trai thứ 5 của George III là Vương tử Ernest được thừa kế ngai vàng của Vương quốc Hannover, vì theo luật Salic, nữ không được thừa kế ngai vàng nếu vương tộc vẫn còn thừa kế nam. Vì thế, kể từ năm 1837, 123 năm liên minh cá nhân giữa Anh và Hannover đã chấm dứt tồn tại.

## Di sản

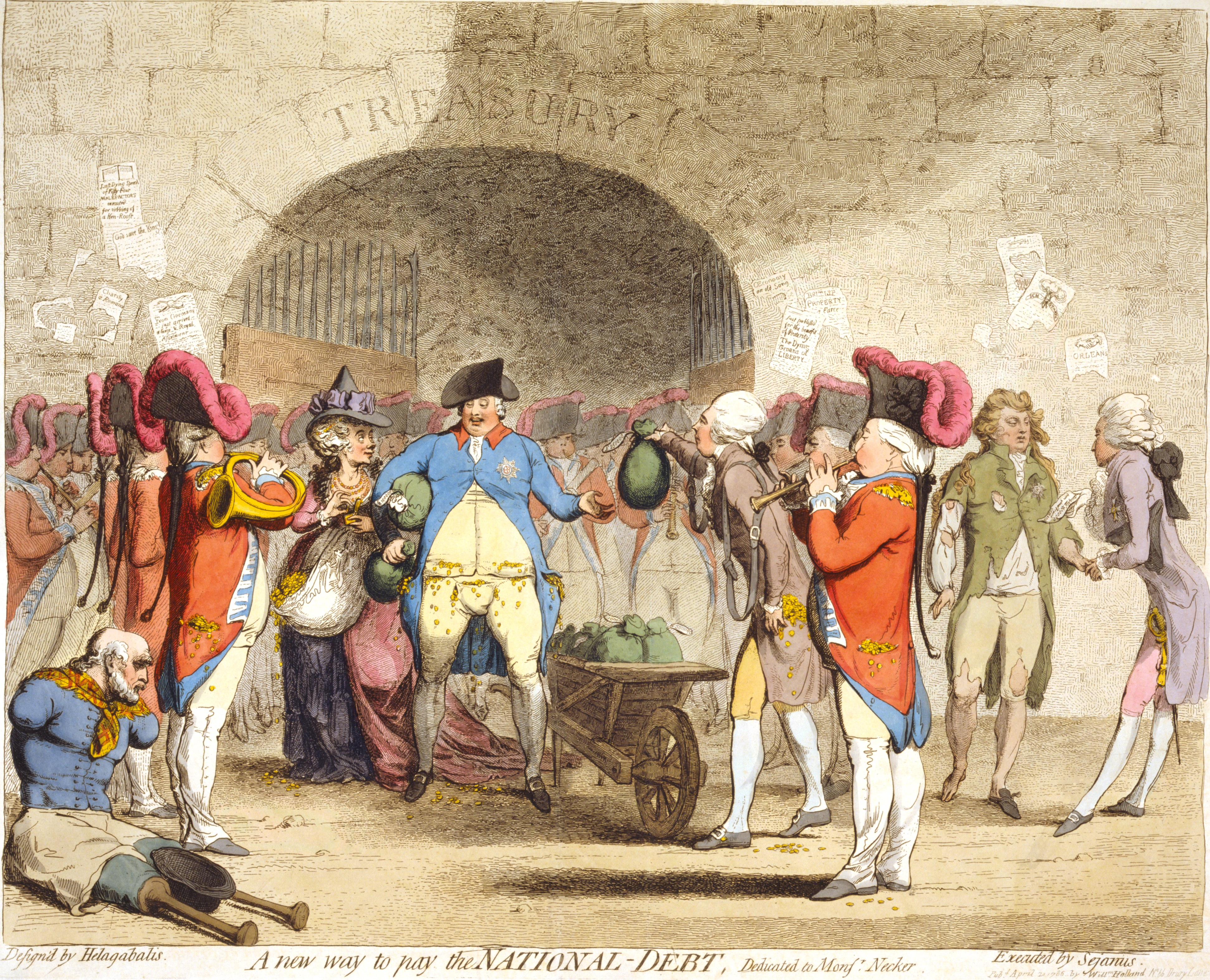
Trong Một cách mới để trả nợ Quốc gia (1786), James Gillray biếm họa nhà vua George III và Vương hậu Charlotte đang bù đầu với đống cổ phiếu để trang trải nợ của Vương thất, và Pitt đưa cho họ một túi tiền.

George III đã sống trong 81 năm 239 ngày và trị vì 59 năm 96 ngày: cuộc đời và thời gian cai trị của ông dài hơn tất cả những người tiền nhiệm. Chỉ có Victoria và Elizabeth II sống lâu hơn và trị vì lâu hơn.
George III được mệnh danh là "Nông dân George" bởi những nhà thơ trào phúng, lúc đầu sự quan tâm của ông dành cho các vấn đề trần tục hơn là chính trị, nhưng sau đó tính cách giản dị và tiết kiệm của ông, đối lập với người con trai trưởng, khiến người ta gọi ông là con người của nhân dân. Dưới thời George III, Cuộc Cách mạng Công nghiệp đạt đến đỉnh cao của nó và những tiến bộ trong khoa học, công nghệ đã được ghi nhận. Có một sự tăng trưởng chưa từng có trong dân cư nông thôn, nhờ đó cung cấp một lực lượng lap động khá lớn cho cuộc Cách mạng Công nghiệp. Bộ sưu tập các dụng cụ toán học và khoa học của George hiện đang được trưng bào ở Bảo tàng khoa học, Luân Đôn; ông tài trợ công cuộc xây dựng và bảo trì công trình Kính thiên văn 40 dặm của William Herschel, công trình khoa học lớn nhất vào thời điểm đó. Herschel phát hiện ra hành tinh Uranus, lúc đầu nó có tên là Georgium Sidus (sao George) theo tên của nhà vua, vào năm 1781.
George III hi vọng rằng "những lời nói ác ý có thể không thể hiện được những ý định của Quả nhân trong những màu sắc phu nhân ngưỡng mộ, cũng không phải là nịnh bợ cho những gì mà quả nhân không xứng đáng", nhưng trong tâm thức của quần chúng, có những lời tán dương George III và cả những ý kiến coi ông như quỷ dữ. Trong những năm đầu triều đại, George được lòng dân, nhưng giữa những năm 1770 mất đi sự trung thành từ người dân Bắc Mỹ từ sau cuộc Cách mạng, mặc dù có ý kiến cho rằng vẫn có một nửa số dân thuộc địa trung thành với hoàng gia. Những bất bình được nêu trong Tuyên ngôn Độc lập của Hoa Kỳ được biểu thị là "nhắc đi nhắc lại những tổn thương và chiếm đoạt" rằng ông đã quyết tâm thành lập một "chính thể chuyên chế tuyệt đối" tại các thuộc địa. Những lời lẽ trong Bản Tuyên ngôn gây một cảm giác trong quần chúng Mỹ rằng George là một quân vương bạo chúa. Những lời bình luận hiện nay về cuộc đời của George III chia làm 2 luồng ý kiến: một là "thái độ chiếm ưu thế trong phần sau của triều đại, khi nhà vua đã trở thành một biểu tượng tôn kính của toàn quốc kháng chiến với những tham vọng của Pháp và thế lực của Pháp", trong khi luồng ý kiến còn lại "có nguồn gốc quan điểm của họ rằng thời đại của nhà vua tràn ngập xung đột phe phái quyết liệt của hai thập kỷ đầu tiên, và chúng tiếp tục thể hiện trong công trình của họ quan điểm của phe đối lập".
Xây dựng trên hai luồng ý kiến đánh giá này, những nhà sử học Anh thế kỉ XIX và đầu XX, bao gồm Trevelyan và Erskine May, đẩy mạnh sự chống đối với cuộc đời của George. Tuy nhiên, vào giữa thế kỉ XX, tác phẩm của Lewis Namier, người cho rằng triều đại của George "bị nhiều sự vu khống", và bắt đầu đánh giá lại nhân cách và triều đại của ông. Các học giả cuối thế kỉ XX, như Butterfield với Pares, Macalpine với Hunter, có xu hướng thông cảm hơn với George, xem ông như một nạn nhân của hoàn cảnh và bệnh tật. Butterfield đã bác bỏ lập luận của bậc tiền bối thời Victoria với thái độ khinh thị: "Erskine có thể phải là ví dụ tốt về cách một sử gia có thể rơi vào lỗi qua có quá nhiều nét đẹp kín đáo. Khả năng tổng hợp của ông ấy, và khả năng của ông ấy lắp mộng đuôi én vào nhiều bộ phận của bằng chứng. Mang ông ấy vào nhiều soạn thảo sâu sắc và phức tạp của những sai sót hơn vài người tiền nhiệm không lý thú hơn của ông ấy... Ông ấy chèn học thuyết phần tử vào lịch sử của ông ấy, cấp quang sai ban đầu của anh ấy, nhằm sắp đặt hệ thống lỗi của ông ấy, mang công trình của ông ấy bên cạnh đó từ xu hướng ở trung tâm hoặc sự thật." Đối với việc cố gắng duy trì chiến tranh với các thuộc địa Mỹ, George III tin rằng ông đã bảo vệ quyền của Nghị viện là thu tiền thuế, thay vì tìm cách mở rộng quyền lực hay đặc quyền của mình. Theo quan điểm của các học giả hiện đại, dưới triều đại lâu dài của George III, chế độ quân chủ tiếp tục để mất quyền lực chính trị của mình, và dần trở thành một biểu tượng của giá trị đạo lý quốc gia.

## Danh hiệu và huy hiệu

### Danh hiệu
- 4 tháng 6 năm 1738 – 31 tháng 3 năm 1751: Vương tôn/tử George Điện hạ[117]
- 31 tháng 3 năm 1751 – 20 tháng 4 năm 1751: Công tước xứ Edinburgh Điện hạ
- 20 tháng 4 năm 1751 – 25 tháng 10 năm 1760: Thân vương xứ Wales Điện hạ
- 25 tháng 10 năm 1760 – 29 tháng 1 năm 1820: Quốc vương Bệ hạ

Ở Anh, George III sử dụng danh hiệu chính thức "George đệ Tam, bởi Ân điển của chúa, Quốc vương của Anh, Pháp, và Ireland, Người Bảo vệ Đức tin, Thủ lĩnh tối cao Giáo hội Anh". Năm 1801, khi danh hiệu Quốc vương của Anh và Ireland hợp nhất, ông từ bỏ danh xưng vua của Pháp, vốn được người Anh tuyên bố chủ quyền từ thời vua Edward III tự xưng vua Pháp vào thời Trung cổ. Danh hiệu bấy giờ là "George đệ tam, Bởi Ân điển của Chúa, Vua của Vương quốc Anh và Icreland, Người Bảo vệ Đức tin."
Ở Đức, ông là "Công tước xứ Braunschweig và Lüneburg, Archtreasurer và Tuyển đế hầu của Thánh chế La Mã" cho đến khi sự kết thúc của đế chế năm 1806. Ông tiếp tục sử dụng danh hiệu Công tước cho đến khi Hội nghị Vienna phong cho ông làm "Vua của Hannover" năm 1814.

### Huy hiệu
| Huy hiệu của Vương tôn George từ 1749 đến 1751 | Huy hiệu của George khi là Thân vương xứ Wales, từ 1751 đến 1760 | Huy hiệu của George trong giai đoạn làm Quốc vương Liên hiệp Anh từ 1760 đến 1801 | Huy hiệu của George khi là Quốc vương của Vương quốc Anh thống nhất, 1801 - 1816 | Huy hiệu của George từ năm 1816 đến khi ông mất, nó cũng được dùng như huy hiệu dành cho vua Hannover |

## Con cái
| Name                                                         | Birth               | Death                | Notes |
| ------------------------------------------------------------ | ------------------- | -------------------- | --- |
| George IV                                                    | 12 tháng 8 năm 1762 | 26 tháng 6 năm 1830  | kết hôn 1795, với Caroline xứ Braunschweig-Wolfenbüttel; có con |
| Vương tử Frederick, Công tước xứ York và Albany              | 16 tháng 8 năm 1763 | 5 tháng 1 năm 1827   | kết hôn 1791, với Friederike Charlotte của Phổ; không có con |
| William IV                                                   | 21 tháng 8 năm 1765 | 20 tháng 6 năm 1837  | kết hôn năm 1818, với Adelheid xứ Sachsen-Meiningen; không có con sống sót nhưng có con ngoài giá thú với Dorothea Jordan; con cháu bao gồm David Cameron, Thủ tướng đương nhiệm của Anh quốc                                                                             |
| Charlotte Augusta, Vương nữ Vương thất                       | 29 tháng 9 năm 1766 | 6 tháng 10, 1828     | kết hôn năm 1797, với Friedrich I của Württemberg; không có con sống sót |
| Vương tử Edward, Công tước xứ Kent và Strathearn             | 2 tháng 11 năm 1767 | 23 tháng 1 năm 1820  | kết hôn năm 1818, với Victoire xứ Sachsen-Coburg-Saalfeld; Victoria của Anh là con gái ông; hậu duệ bao gồm Elizabeth II, Felipe VI của Tây Ban Nha, Carl XVI Gustaf của Thụy Điển, Harald V của Na Uy và Margrethe II của Đan Mạch.                                      |
| Vương nữ Augusta Sophia                                      | 8 tháng 11 năm 1768 | 22 tháng 9 năm 1840  | không bao giờ kết hôn, không có con |
| Vương nữ Elizabeth                                           | 22 tháng 5 năm 1770 | 10 tháng 1 năm 1840  | kết hôn năm 1818, với Friedrich VI xứ Hessen-Homburg; không có con |
| Ernest Augustus I, Quốc vương Hannover                       | 5 tháng 6 năm 1771  | 18 tháng 11 năm 1851 | kết hôn 1815, với Friederike xứ Mecklenburg-Strelitz; có con; trong đó hậu duệ bao gồm Konstantinos II của Hy Lạp và Felipe VI của Tây Ban Nha. |
| Vương tử Augustus Frederick, Công tước xứ Sussex             | 27 tháng 1 năm 1773 | 21 tháng 4 năm 1843  | (1) kết hôn trong bí mật trái với Đạo luật Hôn nhân Vương thất 1772, với Augusta Murray; có con; hôn nhân chấm dứt năm 1794 (2) kết hôn 1831, với Cecilia Underwood (về sau là Nữ Công tước xứ Inverness tước hiệu chính bà được hưởng, không thông qua chồng); không con |
| Vương tử Adolphus, Công tước xứ Cambridge                    | 24 tháng 2 năm 1774 | 8 tháng 7 năm 1850   | kết hôn 1818, với Auguste xứ Hessen-Kassel; có con; hậu duệ bao gồm Nữ vương Elizabeth II |
| Vương nữ Mary, Công tước phu nhân xứ Gloucester và Edinburgh | 25 tháng 4 năm 1776 | 30 tháng 4 năm 1857  | kết hôn 1816 với Vương tằng tôn William Frederick, Công tước xứ Gloucester và Edinburgh; không có con |
| Vương nữ Sophia                                              | 3 tháng 11 năm 1777 | 27 tháng 5 năm 1848  | không bao giờ kết hôn |
| Vương tử Octavius                                            | 23 tháng 2 năm 1779 | 3 tháng 5 năm 1783   | mất khi còn nhỏ |
| Vương tử Alfred                                              | 22 tháng 9 năm 1780 | 20 tháng 8 năm 1782  | mất khi còn nhỏ |
| Vương nữ Amelia                                              | 7 tháng 8 năm 1783  | 2 tháng 11 năm 1810  | không bao giờ kết hôn, không có con |

## Tổ tiên
| \| \| \| \| \| \| \| \| \| \| \| \| \| \| \| \| \| \| \| \| 16. Ernst August I xứ Braunschweig-Lüneburg \| \| \| \| \| \| \| \| \| \| \| \| \| \| \| \| \| \| \| \| \| \| \| \| \| \| \| \| \| \| \| \| \| \| \| \| \| \| \| \| \| \| \| \| \| \| \| \| \| \| \| \| \| \| 8. George I của Anh \| \| \| \| \| \| \| \| \| \| \| \| \| \| \| \| \| \| \| \| \| \| \| \| \| \| \| \| \| \| \| \| \| \| \| \| \| \| \| \| \| \| \| \| \| \| \| \| \| \| \| \| \| \| 17. Sophie của Pfalz \| \| \| \| \| \| \| \| \| \| \| \| \| \| \| \| \| \| \| \| \| \| \| \| \| \| \| \| \| \| \| \| \| \| \| \| \| \| \| \| \| \| \| \| \| \| \| \| \| \| \| \| \| \| 4. George II của Đại Anh \| \| \| \| \| \| \| \| \| \| \| \| \| \| \| \| \| \| \| \| \| \| \| \| \| \| \| \| \| \| \| \| \| \| \| \| \| \| \| \| \| \| \| \| \| \| \| \| \| \| \| \| \| \| 18. Georg Wilhelm xứ Braunschweig-Lüneburg \| \| \| \| \| \| \| \| \| \| \| \| \| \| \| \| \| \| \| \| \| \| \| \| \| \| \| \| \| \| \| \| \| \| \| \| \| \| \| \| \| \| \| \| \| \| \| \| \| \| \| \| \| \| 9. Sophia Dorothea của Celle \| \| \| \| \| \| \| \| \| \| \| \| \| \| \| \| \| \| \| \| \| \| \| \| \| \| \| \| \| \| \| \| \| \| \| \| \| \| \| \| \| \| \| \| \| \| \| \| \| \| \| \| \| \| 19. Éléonore Desmier d'Olbreuse \| \| \| \| \| \| \| \| \| \| \| \| \| \| \| \| \| \| \| \| \| \| \| \| \| \| \| \| \| \| \| \| \| \| \| \| \| \| \| \| \| \| \| \| \| \| \| \| \| \| \| \| \| \| 2. Frederick của Đại Anh \| \| \| \| \| \| \| \| \| \| \| \| \| \| \| \| \| \| \| \| \| \| \| \| \| \| \| \| \| \| \| \| \| \| \| \| \| \| \| \| \| \| \| \| \| \| \| \| \| \| \| \| \| \| 20. Albrecht II xứ Brandenburg-Ansbach \| \| \| \| \| \| \| \| \| \| \| \| \| \| \| \| \| \| \| \| \| \| \| \| \| \| \| \| \| \| \| \| \| \| \| \| \| \| \| \| \| \| \| \| \| \| \| \| \| \| \| \| \| \| 10. Johann Friedrich I xứ Brandenburg-Ansbach \| \| \| \| \| \| \| \| \| \| \| \| \| \| \| \| \| \| \| \| \| \| \| \| \| \| \| \| \| \| \| \| \| \| \| \| \| \| \| \| \| \| \| \| \| \| \| \| \| \| \| \| \| \| 21. Sophie Margarete xứ Oettingen-Oettingen \| \| \| \| \| \| \| \| \| \| \| \| \| \| \| \| \| \| \| \| \| \| \| \| \| \| \| \| \| \| \| \| \| \| \| \| \| \| \| \| \| \| \| \| \| \| \| \| \| \| \| \| \| \| 5. Caroline xứ Ansbach \| \| \| \| \| \| \| \| \| \| \| \| \| \| \| \| \| \| \| \| \| \| \| \| \| \| \| \| \| \| \| \| \| \| \| \| \| \| \| \| \| \| \| \| \| \| \| \| \| \| \| \| \| \| 22. Johann Georg I xứ Sachsen-Eisenach \| \| \| \| \| \| \| \| \| \| \| \| \| \| \| \| \| \| \| \| \| \| \| \| \| \| \| \| \| \| \| \| \| \| \| \| \| \| \| \| \| \| \| \| \| \| \| \| \| \| \| \| \| \| 11. Eleonore Erdmuthe xứ Sachsen-Eisenach \| \| \| \| \| \| \| \| \| \| \| \| \| \| \| \| \| \| \| \| \| \| \| \| \| \| \| \| \| \| \| \| \| \| \| \| \| \| \| \| \| \| \| \| \| \| \| \| \| \| \| \| \| \| 23. Johannetta I xứ Sayn-Altenkirchen \| \| \| \| \| \| \| \| \| \| \| \| \| \| \| \| \| \| \| \| \| \| \| \| \| \| \| \| \| \| \| \| \| \| \| \| \| \| \| \| \| \| \| \| \| \| \| \| \| \| \| \| \| \| 1. George III của Liên hiệp Anh \| \| \| \| \| \| \| \| \| \| \| \| \| \| \| \| \| \| \| \| \| \| \| \| \| \| \| \| \| \| \| \| \| \| \| \| \| \| \| \| \| \| \| \| \| \| \| \| \| \| \| \| \| \| 24. Ernst I xứ Sachsen-Gotha \| \| \| \| \| \| \| \| \| \| \| \| \| \| \| \| \| \| \| \| \| \| \| \| \| \| \| \| \| \| \| \| \| \| \| \| \| \| \| \| \| \| \| \| \| \| \| \| \| \| \| \| \| \| 12. Friedrich I xứ Sachsen-Gotha-Altenburg \| \| \| \| \| \| \| \| \| \| \| \| \| \| \| \| \| \| \| \| \| \| \| \| \| \| \| \| \| \| \| \| \| \| \| \| \| \| \| \| \| \| \| \| \| \| \| \| \| \| \| \| \| \| 25. Elisabeth Sophia xứ Sachsen-Altenburg \| \| \| \| \| \| \| \| \| \| \| \| \| \| \| \| \| \| \| \| \| \| \| \| \| \| \| \| \| \| \| \| \| \| \| \| \| \| \| \| \| \| \| \| \| \| \| \| \| \| \| \| \| \| 6. Frederick II xứ Sachsen-Gotha-Altenburg \| \| \| \| \| \| \| \| \| \| \| \| \| \| \| \| \| \| \| \| \| \| \| \| \| \| \| \| \| \| \| \| \| \| \| \| \| \| \| \| \| \| \| \| \| \| \| \| \| \| \| \| \| \| 26. August I xứ Sachsen-Weissenfels (=30) \| \| \| \| \| \| \| \| \| \| \| \| \| \| \| \| \| \| \| \| \| \| \| \| \| \| \| \| \| \| \| \| \| \| \| \| \| \| \| \| \| \| \| \| \| \| \| \| \| \| \| \| \| \| 13. Magdalena Sibylle xứ Sachsen-Weissenfels \| \| \| \| \| \| \| \| \| \| \| \| \| \| \| \| \| \| \| \| \| \| \| \| \| \| \| \| \| \| \| \| \| \| \| \| \| \| \| \| \| \| \| \| \| \| \| \| \| \| \| \| \| \| 27. Anna Maria xứ Mecklenburg-Schwerin (=31) \| \| \| \| \| \| \| \| \| \| \| \| \| \| \| \| \| \| \| \| \| \| \| \| \| \| \| \| \| \| \| \| \| \| \| \| \| \| \| \| \| \| \| \| \| \| \| \| \| \| \| \| \| \| 3. Augusta xứ Sachsen-Gotha-Altenburg \| \| \| \| \| \| \| \| \| \| \| \| \| \| \| \| \| \| \| \| \| \| \| \| \| \| \| \| \| \| \| \| \| \| \| \| \| \| \| \| \| \| \| \| \| \| \| \| \| \| \| \| \| \| 28. Johann VI xứ Anhalt-Zerbst \| \| \| \| \| \| \| \| \| \| \| \| \| \| \| \| \| \| \| \| \| \| \| \| \| \| \| \| \| \| \| \| \| \| \| \| \| \| \| \| \| \| \| \| \| \| \| \| \| \| \| \| \| \| 14. Karl Wilhelm I xứ Anhalt-Zerbst \| \| \| \| \| \| \| \| \| \| \| \| \| \| \| \| \| \| \| \| \| \| \| \| \| \| \| \| \| \| \| \| \| \| \| \| \| \| \| \| \| \| \| \| \| \| \| \| \| \| \| \| \| \| 29. Sophie Auguste xứ Holstein-Gottorp \| \| \| \| \| \| \| \| \| \| \| \| \| \| \| \| \| \| \| \| \| \| \| \| \| \| \| \| \| \| \| \| \| \| \| \| \| \| \| \| \| \| \| \| \| \| \| \| \| \| \| \| \| \| 7. Magdalena Augusta xứ Anhalt-Zerbst \| \| \| \| \| \| \| \| \| \| \| \| \| \| \| \| \| \| \| \| \| \| \| \| \| \| \| \| \| \| \| \| \| \| \| \| \| \| \| \| \| \| \| \| \| \| \| \| \| \| \| \| \| \| 30. August I xứ Sachsen-Weissenfels (=26) \| \| \| \| \| \| \| \| \| \| \| \| \| \| \| \| \| \| \| \| \| \| \| \| \| \| \| \| \| \| \| \| \| \| \| \| \| \| \| \| \| \| \| \| \| \| \| \| \| \| \| \| \| \| 15. Sophia xứ Sachsen-Weissenfels \| \| \| \| \| \| \| \| \| \| \| \| \| \| \| \| \| \| \| \| \| \| \| \| \| \| \| \| \| \| \| \| \| \| \| \| \| \| \| \| \| \| \| \| \| \| \| \| \| \| \| \| \| \| 31. Anna Maria xứ Mecklenburg-Schwerin (=27) \| \| \| \| \| \| \| \| \| \| \| \| \| \| \| \| \| \| \| \| \| \| \| \| \| \| \| \| \| \| \| \| \| \| \| \| \| \| \| \| \| \| \| \| \| \| \| \| \| \| \| \| |                                               |  |  |  |  |  |  |  |  |  |  |  |  |  |  |  |
| |                                               |  |  |  |  |  |  |  |  |  |  |  |  |  |  |  |
| | 16. Ernst August I xứ Braunschweig-Lüneburg   |  |  |  |  |  |  |  |  |  |  |  |  |  |  |  |
| |                                               |  |  |  |  |  |  |  |  |  |  |  |  |  |  |  |
| |                                               |  |  |  |  |  |  |  |  |  |  |  |  |  |  |  |
| | 8. George I của Anh                           |  |  |  |  |  |  |  |  |  |  |  |  |  |  |  |
| |                                               |  |  |  |  |  |  |  |  |  |  |  |  |  |  |  |
| |                                               |  |  |  |  |  |  |  |  |  |  |  |  |  |  |  |
| | 17. Sophie của Pfalz                          |  |  |  |  |  |  |  |  |  |  |  |  |  |  |  |
| |                                               |  |  |  |  |  |  |  |  |  |  |  |  |  |  |  |
| |                                               |  |  |  |  |  |  |  |  |  |  |  |  |  |  |  |
| | 4. George II của Đại Anh                      |  |  |  |  |  |  |  |  |  |  |  |  |  |  |  |
| |                                               |  |  |  |  |  |  |  |  |  |  |  |  |  |  |  |
| |                                               |  |  |  |  |  |  |  |  |  |  |  |  |  |  |  |
| | 18. Georg Wilhelm xứ Braunschweig-Lüneburg    |  |  |  |  |  |  |  |  |  |  |  |  |  |  |  |
| |                                               |  |  |  |  |  |  |  |  |  |  |  |  |  |  |  |
| |                                               |  |  |  |  |  |  |  |  |  |  |  |  |  |  |  |
| | 9. Sophia Dorothea của Celle                  |  |  |  |  |  |  |  |  |  |  |  |  |  |  |  |
| |                                               |  |  |  |  |  |  |  |  |  |  |  |  |  |  |  |
| |                                               |  |  |  |  |  |  |  |  |  |  |  |  |  |  |  |
| | 19. Éléonore Desmier d'Olbreuse               |  |  |  |  |  |  |  |  |  |  |  |  |  |  |  |
| |                                               |  |  |  |  |  |  |  |  |  |  |  |  |  |  |  |
| |                                               |  |  |  |  |  |  |  |  |  |  |  |  |  |  |  |
| | 2. Frederick của Đại Anh                      |  |  |  |  |  |  |  |  |  |  |  |  |  |  |  |
| |                                               |  |  |  |  |  |  |  |  |  |  |  |  |  |  |  |
| |                                               |  |  |  |  |  |  |  |  |  |  |  |  |  |  |  |
| | 20. Albrecht II xứ Brandenburg-Ansbach        |  |  |  |  |  |  |  |  |  |  |  |  |  |  |  |
| |                                               |  |  |  |  |  |  |  |  |  |  |  |  |  |  |  |
| |                                               |  |  |  |  |  |  |  |  |  |  |  |  |  |  |  |
| | 10. Johann Friedrich I xứ Brandenburg-Ansbach |  |  |  |  |  |  |  |  |  |  |  |  |  |  |  |
| |                                               |  |  |  |  |  |  |  |  |  |  |  |  |  |  |  |
| |                                               |  |  |  |  |  |  |  |  |  |  |  |  |  |  |  |
| | 21. Sophie Margarete xứ Oettingen-Oettingen   |  |  |  |  |  |  |  |  |  |  |  |  |  |  |  |
| |                                               |  |  |  |  |  |  |  |  |  |  |  |  |  |  |  |
| |                                               |  |  |  |  |  |  |  |  |  |  |  |  |  |  |  |
| | 5. Caroline xứ Ansbach                        |  |  |  |  |  |  |  |  |  |  |  |  |  |  |  |
| |                                               |  |  |  |  |  |  |  |  |  |  |  |  |  |  |  |
| |                                               |  |  |  |  |  |  |  |  |  |  |  |  |  |  |  |
| | 22. Johann Georg I xứ Sachsen-Eisenach        |  |  |  |  |  |  |  |  |  |  |  |  |  |  |  |
| |                                               |  |  |  |  |  |  |  |  |  |  |  |  |  |  |  |
| |                                               |  |  |  |  |  |  |  |  |  |  |  |  |  |  |  |
| | 11. Eleonore Erdmuthe xứ Sachsen-Eisenach     |  |  |  |  |  |  |  |  |  |  |  |  |  |  |  |
| |                                               |  |  |  |  |  |  |  |  |  |  |  |  |  |  |  |
| |                                               |  |  |  |  |  |  |  |  |  |  |  |  |  |  |  |
| | 23. Johannetta I xứ Sayn-Altenkirchen         |  |  |  |  |  |  |  |  |  |  |  |  |  |  |  |
| |                                               |  |  |  |  |  |  |  |  |  |  |  |  |  |  |  |
| |                                               |  |  |  |  |  |  |  |  |  |  |  |  |  |  |  |
| | 1. George III của Liên hiệp Anh               |  |  |  |  |  |  |  |  |  |  |  |  |  |  |  |
| |                                               |  |  |  |  |  |  |  |  |  |  |  |  |  |  |  |
| |                                               |  |  |  |  |  |  |  |  |  |  |  |  |  |  |  |
| | 24. Ernst I xứ Sachsen-Gotha                  |  |  |  |  |  |  |  |  |  |  |  |  |  |  |  |
| |                                               |  |  |  |  |  |  |  |  |  |  |  |  |  |  |  |
| |                                               |  |  |  |  |  |  |  |  |  |  |  |  |  |  |  |
| | 12. Friedrich I xứ Sachsen-Gotha-Altenburg    |  |  |  |  |  |  |  |  |  |  |  |  |  |  |  |
| |                                               |  |  |  |  |  |  |  |  |  |  |  |  |  |  |  |
| |                                               |  |  |  |  |  |  |  |  |  |  |  |  |  |  |  |
| | 25. Elisabeth Sophia xứ Sachsen-Altenburg     |  |  |  |  |  |  |  |  |  |  |  |  |  |  |  |
| |                                               |  |  |  |  |  |  |  |  |  |  |  |  |  |  |  |
| |                                               |  |  |  |  |  |  |  |  |  |  |  |  |  |  |  |
| | 6. Frederick II xứ Sachsen-Gotha-Altenburg    |  |  |  |  |  |  |  |  |  |  |  |  |  |  |  |
| |                                               |  |  |  |  |  |  |  |  |  |  |  |  |  |  |  |
| |                                               |  |  |  |  |  |  |  |  |  |  |  |  |  |  |  |
| | 26. August I xứ Sachsen-Weissenfels (=30)     |  |  |  |  |  |  |  |  |  |  |  |  |  |  |  |
| |                                               |  |  |  |  |  |  |  |  |  |  |  |  |  |  |  |
| |                                               |  |  |  |  |  |  |  |  |  |  |  |  |  |  |  |
| | 13. Magdalena Sibylle xứ Sachsen-Weissenfels  |  |  |  |  |  |  |  |  |  |  |  |  |  |  |  |
| |                                               |  |  |  |  |  |  |  |  |  |  |  |  |  |  |  |
| |                                               |  |  |  |  |  |  |  |  |  |  |  |  |  |  |  |
| | 27. Anna Maria xứ Mecklenburg-Schwerin (=31)  |  |  |  |  |  |  |  |  |  |  |  |  |  |  |  |
| |                                               |  |  |  |  |  |  |  |  |  |  |  |  |  |  |  |
| |                                               |  |  |  |  |  |  |  |  |  |  |  |  |  |  |  |
| | 3. Augusta xứ Sachsen-Gotha-Altenburg         |  |  |  |  |  |  |  |  |  |  |  |  |  |  |  |
| |                                               |  |  |  |  |  |  |  |  |  |  |  |  |  |  |  |
| |                                               |  |  |  |  |  |  |  |  |  |  |  |  |  |  |  |
| | 28. Johann VI xứ Anhalt-Zerbst                |  |  |  |  |  |  |  |  |  |  |  |  |  |  |  |
| |                                               |  |  |  |  |  |  |  |  |  |  |  |  |  |  |  |
| |                                               |  |  |  |  |  |  |  |  |  |  |  |  |  |  |  |
| | 14. Karl Wilhelm I xứ Anhalt-Zerbst           |  |  |  |  |  |  |  |  |  |  |  |  |  |  |  |
| |                                               |  |  |  |  |  |  |  |  |  |  |  |  |  |  |  |
| |                                               |  |  |  |  |  |  |  |  |  |  |  |  |  |  |  |
| | 29. Sophie Auguste xứ Holstein-Gottorp        |  |  |  |  |  |  |  |  |  |  |  |  |  |  |  |
| |                                               |  |  |  |  |  |  |  |  |  |  |  |  |  |  |  |
| |                                               |  |  |  |  |  |  |  |  |  |  |  |  |  |  |  |
| | 7. Magdalena Augusta xứ Anhalt-Zerbst         |  |  |  |  |  |  |  |  |  |  |  |  |  |  |  |
| |                                               |  |  |  |  |  |  |  |  |  |  |  |  |  |  |  |
| |                                               |  |  |  |  |  |  |  |  |  |  |  |  |  |  |  |
| | 30. August I xứ Sachsen-Weissenfels (=26)     |  |  |  |  |  |  |  |  |  |  |  |  |  |  |  |
| |                                               |  |  |  |  |  |  |  |  |  |  |  |  |  |  |  |
| |                                               |  |  |  |  |  |  |  |  |  |  |  |  |  |  |  |
| | 15. Sophia xứ Sachsen-Weissenfels             |  |  |  |  |  |  |  |  |  |  |  |  |  |  |  |
| |                                               |  |  |  |  |  |  |  |  |  |  |  |  |  |  |  |
| |                                               |  |  |  |  |  |  |  |  |  |  |  |  |  |  |  |
| | 31. Anna Maria xứ Mecklenburg-Schwerin (=27)  |  |  |  |  |  |  |  |  |  |  |  |  |  |  |  |
| |                                               |  |  |  |  |  |  |  |  |  |  |  |  |  |  |  |
| |                                               |  |  |  |  |  |  |  |  |  |  |  |  |  |  |  |